# 고종 (대한제국)
고종(高宗, 1852년 7월 25일 ~ 1919년 1월 21일)은 대한제국의 초대 황제(재위: 1864년 10월 12일 ~ 1907년 7월 19일)이자, 조선의 제26대 국왕(재위: 1864년 1월 21일(음력 1863년 12월 13일) ~ 1897년 10월 12일)이다. 연호에 따라 광무제(한국 한자:光武帝)로 불리기도 한다.  흥선대원군의 섭정을 받다가 1873년 친정을 시작했다. 1875년 강화도 조약으로 개항을 하고 내정개혁 및 개화운동을 전개했으나, 임오군란과 갑신정변으로 나라가 혼란스러웠다. 1894년 동학농민운동을 이유로 청일전쟁이 발발하고 이 전쟁에서 승리한 일본이 명성황후를 시해하는 을미사변을  일으키자 러시아 공사관으로 아관파천을 단행했다.
이듬해 1897년 덕수궁으로 환궁하여, 10월 12일 대한제국의 수립을 선포하고, 연호를 광무로 정하고 초대 황제로 즉위했다. 고종 황제는 광무개혁을 실시하여 신식군대를 창설하고 이범윤을 간도 관리사로 파견하였으며, 근대적 상공업을 진흥하고 공장과 은행 및 회사를 설립하였고, 발전소를 건설하여 전등을 켜고 전화를 개설하고 철도를 개통하여 전차를 운행했다. 또한 신교육을 보급하고 해외 유학생을 파견하였으며, 전국의 토지 측량을 실시하고 모든 관리들에게 양복을 입도록 하고 단발령을 재개하는 등 근대적 개혁을 실시하였다.
그러나 러일전쟁에서 승리한 일본은 1905년 을사늑약을 체결하고 대한제국의 외교권을 박탈하였을 뿐 아니라, 1907년 네덜란드 헤이그 특사 사건을 빌미로 고종을 강제로 폐위시키고 아들인 순종을 대한제국 2대 황제에 즉위하게 하였다. 곧이어 대한제국 군대가 해산되었고, 마침내 1910년 한일병합조약으로 대한제국은 멸망하고, 일본 제국에 흡수되었다.
일제강점기를 맞아 고종은 이태왕(李太王)으로 격하되어 덕수궁에 머물면서 대한독립의군부 등 비밀결사조직을 만들어 국권을 회복하고자 하였으나 실패했다. 1919년 1월 21일 고종은 식혜를 마시고 갑자기 심한 경련을 일으키며 승하하였는데, 이빨이 모두 빠지고 혀가 닳아 없어지며 몸이 퉁퉁 부어올라 있었다. 이에 고종 독살설이 퍼지며 3월 1일 고종 장례식을 계기로 전국에 3·1 운동이 발발했다. 4월 11일 상하이에 대한민국 임시정부가 수립되어, 고종이 만든 '대한'을 국호로 사용하고 태극기를 국기로 정했다. 대한민국 임시정부는 임시헌법에서 대한민국이 대한제국의 영토를 계승하고 구 황실을 우대한다고 명시하였다.

## 생애

### 출생과 가계
한성부 안국방 운현궁 사저에서 흥선군 이하응과 부인 여흥 민씨의 둘째 아들로 태어났다. 휘는 희(㷩), 초명은 재황(載晃), 아명은 명복(命福), 초자(初字)는 명부(明夫)이다. 재위 중의 연호는 개국, 건양, 광무이다. 호는 주연(珠淵)이다.
아버지 흥선군은 남연군의 넷째 아들이며, 남연군은 본래 인조의 셋째 아들인 인평대군의 6대손이지만, 사도세자의 셋째 아들인 은신군의 양자로 입적되었다. 따라서 남연군은 영조의 법적 증손자가 되어 순조와 동항렬이 되었으며, 아버지인 흥선대원군은 익종과 동항렬이 되고 고종은 헌종과 동항렬이 되었다.
어머니는 여흥부대부인으로서 민치구의 딸이다. 고종 즉위 후 부대부인의 봉작을 받았다. 훗날 고종 비 명성황후 가문에 입적되어 양오라버니가 되는 민승호와, 임오군란 때 참살당하는 선혜청 당상 민겸호의 친누나이기도 하다.
고종에게는 생모 여흥 민씨 소생의 동복형제인 이재면과, 친누이 2명이 있었고 서형인 이재선과 이복누이 1명이 있었다. 그러나 흥선군은 경제적으로 무능하였고 불우한 어린 시절을 보내게 된다.

### 왕위 계승
정조의 증손자 헌종이 후손없이 사망하자 직계후손이 끊어져서 방계가문인 철종으로 보위가 이어졌다. 그러나 1863년(철종 14) 12월 8일(양력 1864년 1월 4일), 철종 역시 후계없이 사망하자 왕위 계승권은 철종의 4촌인 익평군의 아들과 철종의 호적상 6촌인 흥선군의 아들들로 압축되었다. 철종의 아들들은 전부 요절했으므로 흥선군은 익종 비 신정왕후 조씨를 자주 찾아 친분을 쌓고 그에게 자신의 아들들 중 한 명을 익종의 양자로 삼는다는 조건으로 왕위 계승에 대한 동의를 얻어냈다.
철종 사후 흥선군과 대왕대비 조씨는 흥선군의 둘째 아들 재황을 익종의 양자로 삼아 익성군(益成君)의 군호를 내리고 12월 13일(양력 1864년 1월 4일)에 왕으로 즉위시켰다. 왕(고종)이 11세에 불과하였기 때문에 대왕대비 조씨가 수렴청정을 하였고, 흥선군이 대원군이 되어 집권하였는데, 조선 역사상 국왕의 생부가 생존하여 통치하는 전례 없는 일이 발생했다.

### 흥선대원군의 섭정

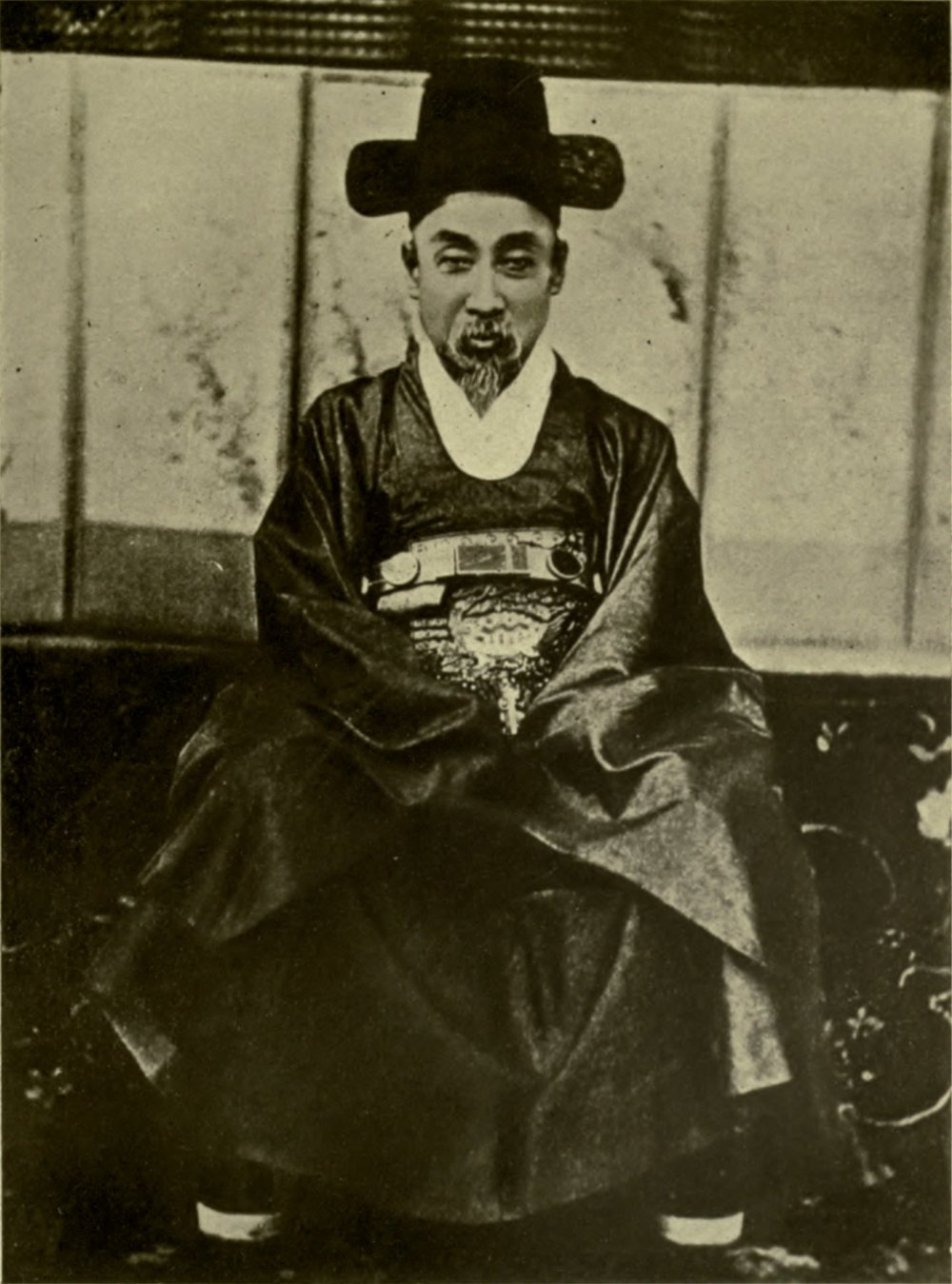
흥선대원군 (1821-1898)
----고종의 생부이다. 아들을 왕으로 옹립하고 10년간 집권하였다.

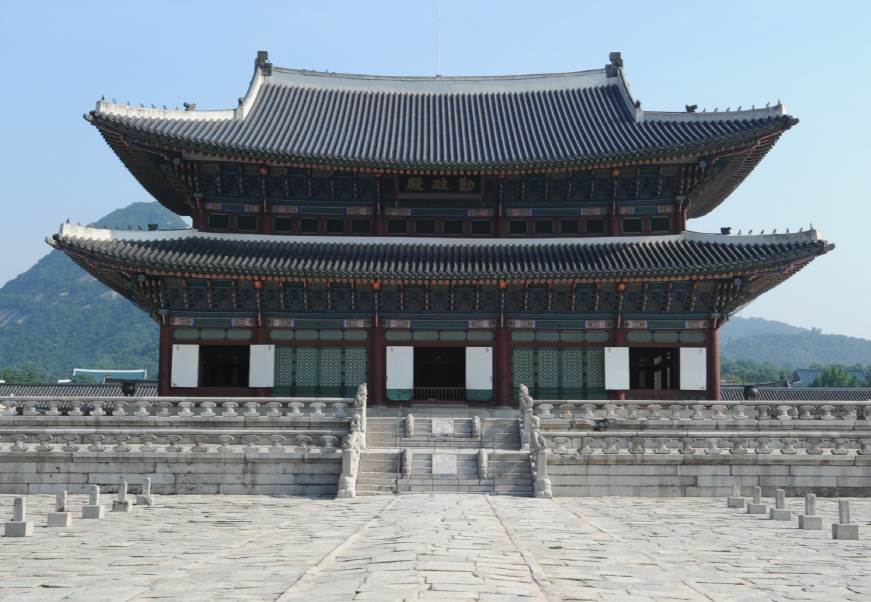
1868년 중건된 경복궁 근정전

#### 비변사 폐지
국왕의 생부로서 섭정한 흥선대원군은 안동 김씨를 비롯한 벌열들을 가급적 권력에서 배제하고 남인과 북인들을 등용하였다. 또한 조선 후기 최대의 정치기구로서 의정부의 역할을 대신하던 비변사를 폐지하였다. 의정부와 삼군부를 부활시켜 비변사에 집중되어 있던 정치, 군사적 기능을 양분하였다.

#### 서원 철폐
대원군은 붕당의 근거지로 오랫동안 면세의 특권을 누리며 온갖 폐단을 일삼던 서원을 47개소만 남기고 모두 철폐하여 정리하였으며, 임진왜란 때 조선에 군대를 파병한 명나라 만력제의 사당인 만동묘를 철폐하였는데, 최익현을 비롯한 유생들의 반발을 샀다. 대원군은 서원 철폐와 관련하여 "진실로 백성에게 해가 되는 것이 있으면, 비록 공자가 다시 살아난다 하더라도 나는 용서하지 않겠다"고 말하며 서원 철폐의 강한 의지를 내비치었다.

#### 법전 편찬과 제도 정비
이어 양전사업을 실시하여 은결을 색출하고, 사창제를 실시하였다. 군정의 문란을 시정하기 위해 군포를 양반에게도 징수하는 호포제를 실시하였고 각 관청이 맡은 일과 세칙을 정리한 《대전회통》, 《육전조례》 등의 새로운 법전을 편찬하여 통치규범을 재정비하였다.

#### 경복궁 중건
대원군은 왕실의 권위회복을 위하여 임진왜란 때 소실된 경복궁을 중건하였는데 이 과정에서 당백전을 발행하여 물가상승을 초래하고, 원납전이라는 이름으로 강제성을 띤 기부금을 징수하였으며, 양반 소유 선산의 묘지림을 벌목하고, 도성 통행세를 거두고 백성에게 노역을 부과하였으므로, 백성과 양반 모두의 반발을 샀다. 이러한 대원군의 정책은 양반과 유생들의 격렬한 반감을 사게 되어 훗날 실각하는 요인 중 하나가 되었다.

#### 병인양요와 제너럴 셔먼호 사건
고종 초기에 프랑스 군대와 미국 군대가 강화도를 침범하여 소규모 전투가 벌어졌다. 19세기 중반에 들어서면서 사회가 불안정해지자 서학(천주교)과 동학이 백성들 사이에서 퍼졌는데, 대대적인 박해에도 불구하고 천주교도들의 수는 증가하였다.
1866년 1월, 대원군은 러시아의 남하에 위기를 느끼고 견제하고자, 프랑스를 정치적으로 이용하려 하였으나 프랑스 주교가 동의하지 않자, 정치적 이점을 얻을 수 없을거라 여겨, 프랑스인 신부 9명을 처형하고 천주교도 수천인을 박해하였다.(→병인박해)
같은 해 7월에는 미국 상선인 제너럴셔먼호가 통상을 요구하며 대동강을 거슬러 올라와 평양 주민에 대한 약탈과 살육을 자행하자, 평양 지역민과 평안도 감사 박규수에 의해 선박이 불타고 선원들이 모두 살해당하는 사건이 발생하였는데, 5년후인 1871년에 발생하는 신미양요의 직접적인 원인이 되었다.
1866년 9월, 병인박해에 대한 보복으로 프랑스의 로즈 제독이 군대를 이끌고 강화도를 침략하였으나 문수산성과 정족산성에서 한성근, 양헌수 등이 격퇴하였다. 이들은 강화도의 외규장각을 불태우고 관련 유물들을 약탈하였다.(→병인양요)

#### 남연군묘 도굴 미수 사건
1868년(고종 5년)에는 고종의 조부인 남연군의 묘가 도굴당할 뻔한 일이 발생하였다. 독일 상인 오페르트가 충청도 덕산 남연군묘를 도굴하여 남연군의 시신을 두고 협상하려 하였으나 회곽으로 단단히 굳어버린 묘지를 파지 못하고 실패에 그쳤다.

#### 신미양요
1871년(고종 8년), 미국은 제너럴 셔먼호 사건을 구실로 아시아 함대 사령관 존 로저스의 지휘 아래 강화도를 침략하였다. 미군은 초지진과 덕진진, 광성보를 연이어 공격하였는데 어재연이 광성보에서 전사하고 미군은 승전의 의미로 '수(帥)자기'를 탈취하였다. 미군이 탈취한 수자기는 현재 장기대여 형식으로 반환되었다.

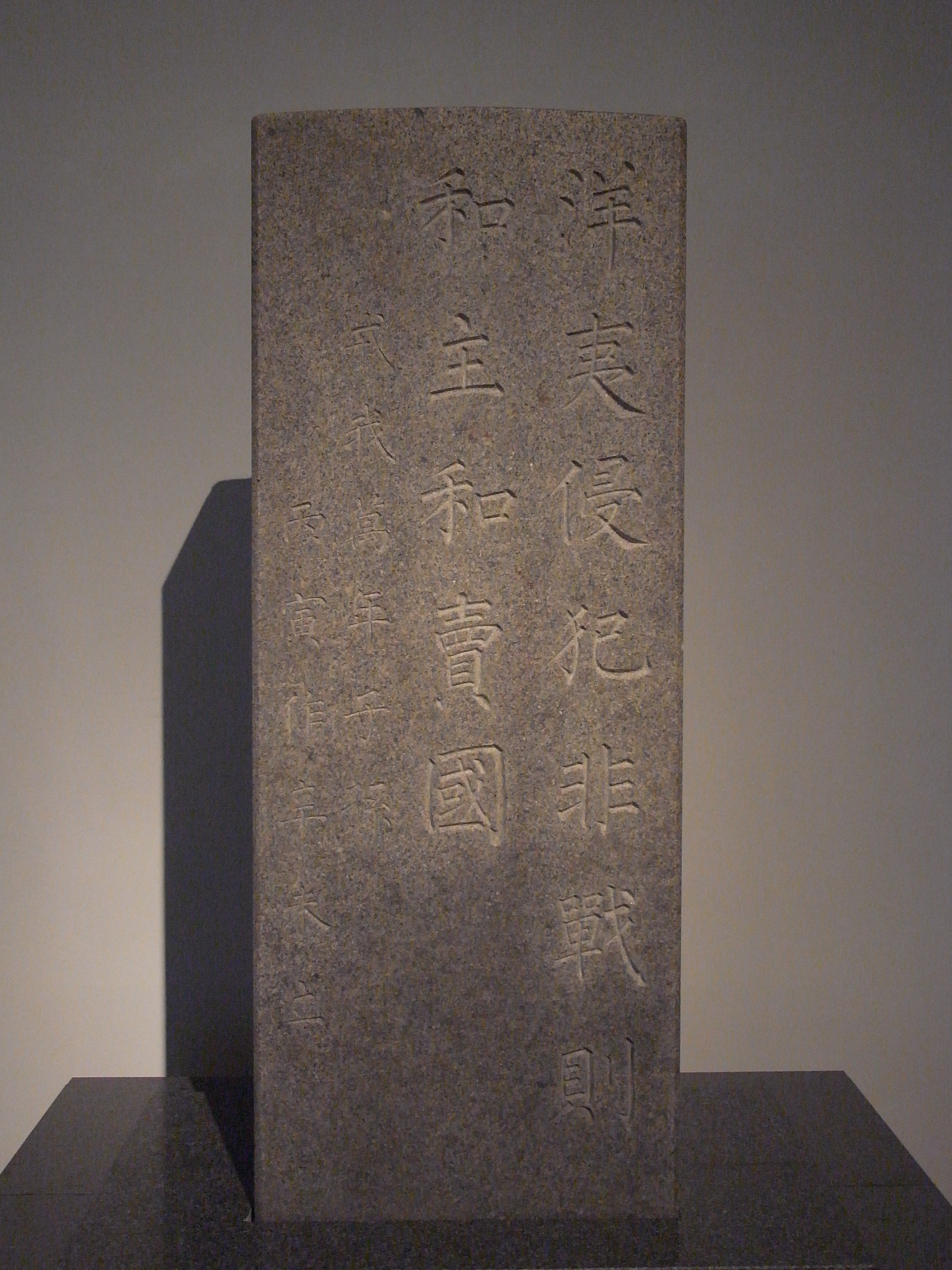
척화비

이 시기 서양 제국과의 일련의 사건을 겪은 고종과 대원군은 전국 각지에 척화비를 세워 통상수교거부 의지를 천명하였다.
 
洋夷侵犯 非戰則和 主和賣國

서양 오랑캐가 침범하였는데 싸우지 않는 것은 화의를 주장하는 것이고,
화의를 주장하는 것은 나라를 파는 것이다. 

戒我萬年子孫 丙寅作 辛未立

이를 자손 만대에 경계하며
병인년에 비문을 짓고 신미년에 세운다.
 — 척화비

### 친정 기간

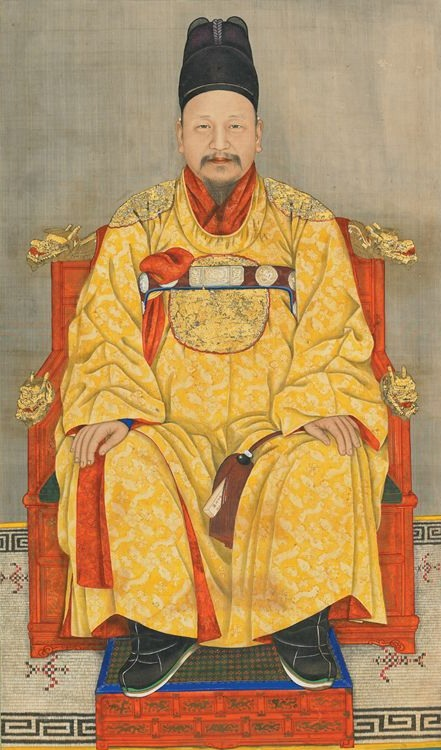
고종 황제의 어진, 채용신

#### 개항과 친정
1869년 1월 31일 왕정 복고의 사실을 알리는 일본 제국의 사절단이 조선 동래에 도착하였다. 이때 조선 측은 사절 대표가 일방적으로 관직과 호칭을 바꾼 점, 조선이 준 도서(圖書)가 아닌 일본 정부가 새로 만든 도장(圖章)을 사용한 점, 황제란 용어를 사용한 점 등을 문제 삼아 서계를 접수하지 않았다.
1872년(고종 9년) 음력 1월 일본 사절단이 3년 동안 기다리다가 동래에서 철수한다. 그 뒤 일본 외무성은 1873년(고종 10년) 음력 2월 대마번에 대(對)조선 외교를 관할케 하는 관행을 폐지하고, 왜관의 명칭을 무단으로 “대일본국공사관”이라고 바꾼다. 이를 “일본 외무성의 왜관 점령 사건”이라 부르기도 하며, 이 사건으로 말미암아 조선과 일본의 국교가 정식으로 단절된다.
1873년(고종 10년) 양력 5월 일본에서 즉시 조선을 정벌해야 한다는 정한론을 주장하는 사이고 다카모리 등의 관료가 실각하고, 또한 조선에서는 그해 음력 12월에 최익현의 탄핵 상소로 말미암아 대원군이 정계에서 물러나게 되었다. 비로소 고종의 친정(親政)이 시작되었으나 여흥 민씨에 의한 척신 정치가 시작되었다.

#### 강화도 조약
1875년(고종 12년) 3월부터 고종의 어명으로 조선은 일본과의 국교 수립에 나선다. 그러나 일본은 사신 억류 등의 방법을 동원하여 시간을 끈다. 같은 해 9월 20일 일본은 운요호 사건을 일으켜 조선을 압박하고, 1876년 2월 27일 조선과 일본 양국간에 강화도 조약(병자수호조약)이 체결된다. 조선이 외국과 맺은 최초의 근대적 조약이자, 영토 주권과 사법주권이 무시된 불평등 조약이다. 이 조약의 결과 부산(1876년), 원산(1880년), 인천(1883년)이 차례로 개항되었다.

#### 개화정책과 위정척사운동
강화도 조약 체결 이후 조선 정부는 세계 정세에 보조를 맞추기 위해 개화운동을 전개하였고 이에 따라 내정개혁을 실시하였다. 고종은 군제개혁에 관심을 기울여, 과거의 구식 군대인 5군영을 무위영(武衛營)과 장어영(壯禦營)의 양영(兩營)으로 개편하고, 일본식 군제를 도입하여 교육받은 신식군대인 별기군을 조직하였다. 또 진신 자제(搢紳子弟)의 연소하고 총민한 자를 골라 사관생도라 하고 신식 무예를 연마하게 하였다.
또한 행정기구의 개혁에 착수하여 청나라 정부의 총리아문 기구를 모방한 통리기무아문을 설치하고, 그 밑에 사대(事大)·교린(交隣)·군무(軍務)·변정(邊政)·통상 등 12사(司)를 두어 각기 사무를 나누어 보게 하였다.
한편 정부의 개화정책에 반대하는 유생들의 위정척사운동도 활발히 전개되었다. 대원군 집권기부터 서양과의 통상 반대와 척화주전론이 제기되었는데, 대원군의 대외 정책과 맞물렸다. 하지만 대원군이 하야하고 정부가 개항과 개화정책을 실시하자, 최익현과 유인석 등의 유생들이 왜양일체론(倭洋一體論)과 개항불가론을 제기하였다.
1880년(고종 17년), 2차 수신사로 일본을 방문한 김홍집이 일본주재 청나라 공사 황준셴이 쓴 외교서인 <조선책략>을 갖고 들어왔는데, 러시아를 견제하기 위해 청나라, 일본, 미국 3국과의 유대관계를 공고히 할 것을 강조하였다. 고종은 미국과의 수교에 관심을 보였다. 그러자 이에 유생들이 반발하여 이만손과 홍재학 등이 만인소와 척화상소를 올려 개화정책을 반대하고, 책을 들여온 김홍집을 처형할 것을 요구하였다.
하지만 정부는 1882년 4월, 서양의 나라들 중 최초로 미국과 국교를 수립하였다. 미국과의 조미수호통상조약을 통해 최혜국 대우와 치외법권을 인정하였다.

#### 임오군란

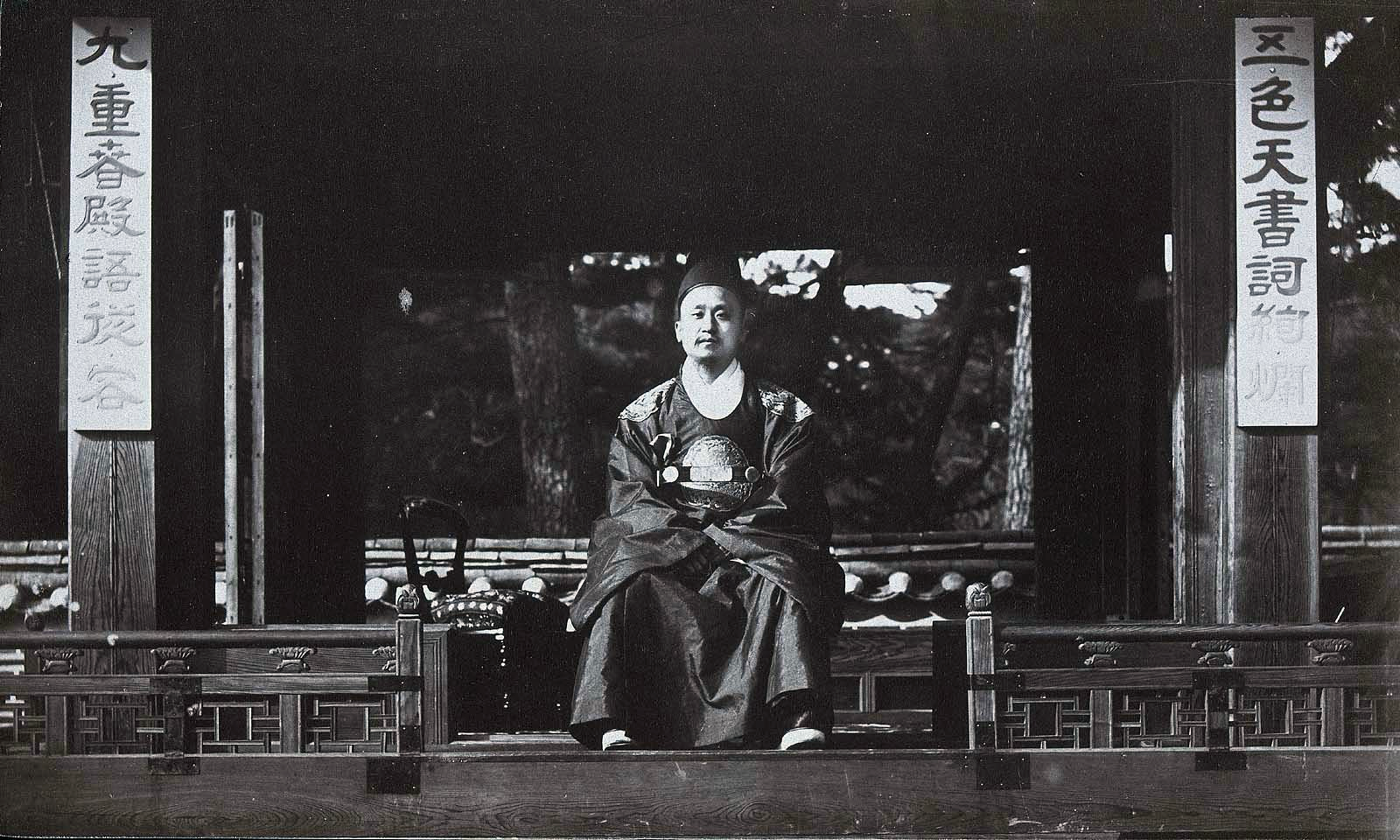
퍼시벌 로웰이 촬영한 고종 최초의 사진 (1884년 촬영)

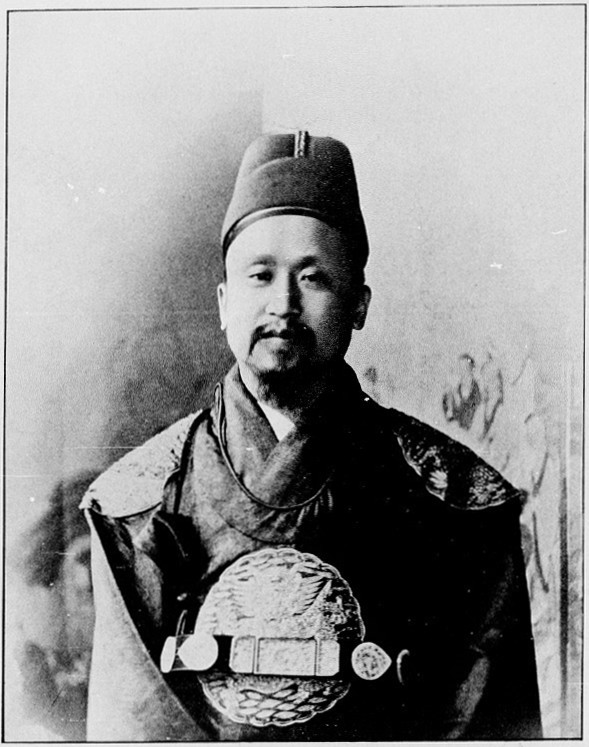
익선관 차림의 고종의 모습

1882년(고종 19년) 6월, 신식군대인 별기군과의 차별 대우와 13개월 간 급료를 받지 못한 구식 군대의 군인들의 불만으로 임오군란이 발발하였는데, 이러한 군란을 초래한 원흉으로 민씨 척족과 명성황후가 지목되었고, 구식 군인들은 일본 공사관을 습격하여 불태우고, 궁궐을 침범하여 왕비를 색출하였으나 명성황후는 이미 장호원으로 피신하였다.
구식 군인들의 추대로 정계를 떠나있던 흥선대원군이 10년만에 재집권하였다. 흥선대원군은 명성황후가 이미 죽었다고 선포한 뒤 황후가 입던 옷을 관에 넣고 장례를 치르기까지 하였다. 그러나 청나라의 군사적 압력으로 임오군란은 진압되고 흥선대원군은 청나라 톈진으로 압송된다. 청나라 군대의 도움으로 고종과 명성황후는 복권하였다. 이후 청나라는 고문관을 파견하여 조선의 내정에 간섭하였는데, 마젠창과 위안스카이, 독일인 묄렌도르프 등이 파견되었다.
이 사건으로 인해 청나라와 일본의 양국 군대가 조선에 주둔하게 되었고, 일본 공사관에 경비병이 주둔하게 되었으며 일본에 막대한 배상금을 지불하게 되었다. (제물포조약)
또한 청나라와 무역장정을 체결하여, 청나라 상인의 통상권과 치외법권을 인정하였다. (→조청상민수륙무역장정)

#### 갑신정변
1884년(고종 21년) 12월 4일 김옥균과 박영효가 주축이 된 급진 개화파 등은 우정총국 개국 축하연을 이용하여 정변을 일으켜 온건적인 개화파 대신들을 제거하고, 고종과 명성황후를 경우궁으로 이궁시켜 다음과 같은 14개조 정강을 선포하였다.
14개조 정강

1. 대원군을 즉각 환국케 하고 청나라에 대한 사대, 조공 허례를 폐지할 것.
2. 문벌을 폐지하고 인민평등권을 제정하고, 실력과 재능에 의해 인재를 등용할 것.
3. 전국의 지조법을 개혁하여 간리(奸吏, 간사한 관리)와 탐관오리들을 근절하고
궁민(窮民)을 구제하며 국가재정을 충실히 할 것.
4. 내시부를 폐지하고 재능 있는 자만을 등용할 것.
5. 전후 국가에 해독을 끼친 간리(간사한 관리)와 탐관오리 가운데 현저한 자를 처벌할 것.
6. 각 도의 환상미(還上米)는 영구히 폐지할 것
7. 규장각을 폐지할 것.
8. 시급히 순사를 설치하여 도적을 방지할 것.
9. 혜상공국을 폐지할 것.
10. 전후의 시기에 유배 또는 금고된 죄인을 다시 조사하여 죄의 경중을 묻고, 무고한 죄인은 석방시킬 것.
11. 4영을 합하여 1영으로 하고, 영 가운데서 장정을 뽑아 근위대를 급히 설치할 것.
육군 대장은 왕세자로 임명할 것.
12. 일체의 국가재정은 호조(戶曹)에서 관할하고 그 밖의 중앙 재무관청은 금지, 혁파할 것.
13. 대신과 참찬은 매일 의정부에서 회의하고 정령(政令)을 의정, 시행할 것.
14. 의정부, 6조 외에 불필요한 관청을 혁파하고, 대신과 참찬으로 하여금 이것을 심의 처리하도록 할 것.

그러나 12월 6일 청나라 군대에 의해 진압되면서 갑신정변의 주모자들은 일본으로 망명하였다. 이 사건을 계기로 청나라의 내정간섭이 심화되고, 일본에 대한 불신을 키우게 된다.

#### 거문도 사건과 한반도 중립화론
1885년, 러시아의 팽창을 견제하던 영국 군함 세 척이 거문도를 불법 점령하였다. 영국군은 섬 안에 포대를 구축하고 병영을 설치하였으며 섬의 이름을 포트해필턴이라 명명하고 영국 국기를 게양하였다. 이들은 청나라의 중재로 1887년 철수하였다. 이러한 위기 속에서 유길준과 독일 부영사 부들러가 한반도를 중립지대로 하자는 조선 중립화론을 주장하였으나 실현되지 못했다.
1886년 사노비의 세습을 폐지하였다. 최초의 공립학교인 육영공원과, 선교사가 세운 이화학당이 이해에 개교하였다. 1887년 경복궁 내에 전등이 가설되었다.

#### 동학농민운동
- 참고 : 아래의 역법은 양력(그레고리력)을 바탕으로 합니다.

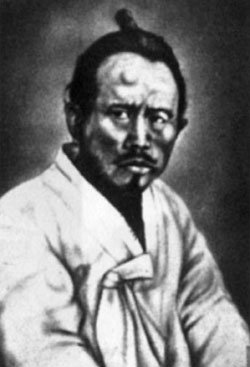
동학 농민군의 지동도자 전봉준.

동학 교도들은 수차례에 걸쳐 교조 신원 운동을 벌였는데, 동학의 창시자로 혹세무민의 죄로 처형된 최제우를 신원할것과 포교의 자유를 요구하였다. 이러한 동학교도들과 농민들이 연대하였다.
1894년 4월, 동학농민운동이 시작되고, 삼남 지방을 중심으로 시작된 농민봉기가 거대화되었다. 동학농민군은 5월 31일 전주성에 무혈입성하여 점령하였다. 이에 위기를 느낀 조선 정부는 이를 진압하기 위한 목적으로 6월1일, 청나라에 군대를 파병해 줄 것을 요청하였다. 6월 6일, 청나라 군대 1500명이 아산만을 통하여 조선에 들어왔는데, 9년전인 1885년 청나라와 일본 양국이 맺은 톈진조약의 내용에 의거하여, 이틀 후인 6월 8일, 일본 또한 인천항을 통해 군대를 파병하였다. 파병 요청을 하지도 않은 일본군이 조선으로 들어오자, 이 상황을 예상하지 못한 정부는 6월 11일 서둘러 농민군과 화약을 맺고, 청일 양국에 군대를 철수할 것을 요구하였다. 동학농민군은 전주성에서 철수한후 각지역에 집강소를 설치하였다.

#### 갑오개혁과 청일전쟁
하지만 일본은 조선의 철수요구를 무시하고 7월 23일, 군대를 앞세워 경복궁을 점령하고 왕궁을 포위하였다. 이어 흥선대원군을 앞세워 민씨 일파를 축출하였다. 김홍집을 비롯한 중도 개화파를 중심으로 친일 정부를 수립하여 갑오개혁을 단행하였다. 이 개혁은 일본공사 오토리 게이스케(大鳥圭介)의 5개조 개혁안의 제출로 시작되었는데, 조선 정부는 교정청(校正廳)에서 독자적인 개혁을 하고 있다는 이유로 일단 거절하였다. 이후 개혁안을 발표하여 전근대적인 제도를 전면적으로 폐지하고 법제화하였는데, 역사 이래 지속된 신분제도가 형식적으로 폐지되었다.
7월 25일, 일본은 청나라에 국교 단절을 통보하고 선전포고를 함으로써, 청일전쟁이 시작되었다. 청일전쟁의 전장터는 조선이었다. 충청도와 황해도, 평안도 등이 청나라-일본 양국군대의 전장터가 되었고, 남부지방은 농민군과의 국지적 교전이 계속되어 한반도 전체가 전쟁터가 되었다.

#### 을미사변

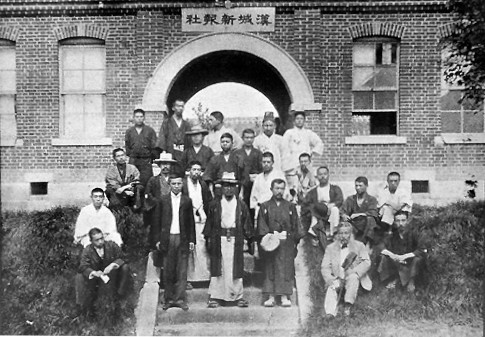
을미사변에 가담한 일본인 낭인들

청일전쟁의 결과 청나라와 일본은 시모노세키 조약을 체결하게 되는데, 승전국인 일본은 청나라로부터 랴오둥반도(辽东半岛)와 타이완을 할양받게 된다. 일본의 랴오둥반도 획득을 못마땅하게 여기던 러시아는, 동맹관계에 있던 독일과 프랑스를 끌어들여 일본에게 랴오둥반도를 청나라에 반환하도록 압박하였다. 일본은 이 세 나라의 압력에 굴복하여 랴오둥반도를 청나라에 반환하는데, 이 사건이 삼국 간섭이다.
고종과 명성황후는 이 사태를 주시하고, 일본을 견제하기 위해 러시아의 힘을 이용하려고 하였다. 이에 따라 1895년 8월 25일, 친러 성향의 제3차 김홍집 내각이 수립되었는데 조선 내에서 러시아의 세력확장을 견제하던 일본은, 친러시아적 성향의 명성황후를 제거하기로 결심하고 주한일본공사 미우라 고로(三浦梧楼)의 지휘아래, 1895년 10월 8일, 경복궁 내 건청궁 곤녕합 옥호루를 습격하여 명성황후를 살해하였다. 일본인 낭인과, 조선인 협력자들에 의해 왕비가 제거되고 고종과 왕세자는 덕수궁에 감금되었다.
그 후 김홍집은 고종을 감금하고 을미개혁을 시행하여 연호를 ‘건양(建陽)’으로 고치고 태양력을 채용하였으며 단발령을 공포하였다. 을미사변과 단발령은 유생들의 감정을 자극하여 을미의병이 일어난다.

#### 아관 파천
- 참고 : 아래의 역법은 양력(그레고리력)을 바탕으로 합니다.

1896년 2월 11일, 고종은 당시 친러파였던 이완용 등의 종용과, 을미사변으로 신변의 불안을 느끼고 있던 찰나, 왕태자 척(순종)과 함께 러시아 공사관으로 거처를 옮기는 아관파천을 단행하였다. 이때 왕태자비 민씨는 경운궁으로 거처를 옮겼다. 러시아 공사관에 도착한 직후에 고종은 을미 4적으로 김홍집, 유길준, 정병하, 조희연을 거론하여 이들과 법부대신 장박을 포함한 다섯대신을 잡아 죽일것을 지시했다. 이로 말미암아 김홍집, 어윤중, 정병하는 피살되었고 유길준, 장박, 조희연은 일본으로 망명하여 사실상 김홍집 내각은 붕괴하였다.
러시아 공사관으로 주필(駐蹕)한 고종은 경복궁 및 경운궁을 오가면서 경운궁을 중심으로 하는 도시개조사업을 명한다. 1896년 9월 29일 조칙(내부령 제9호)을 내려 도시 개조 사업을 한성 판윤 이채연과 총세무사 맥레비 브라운에게 시행토록 한다. 그에 따라 독립문 건립을 독립협회로 하여금 추진토록 한다.
그리고 종래의 경복궁과 운종가 중심의 도로 체계 대신에 경운궁을 중심으로 하는 방사상 도로와 환상 도로 및 그 외접 도로를 새로 개통하였으며, 기존 도로를 정비한다. 또한 경운궁 앞은 백성들이 집회를 열 수 있도록 광장을 마련했는데, 이는 현재의 서울광장 위치이다. 이 시기에 시민공원 또는 시민광장도 등장했는데, 탑골공원이 이 시기에 만들어졌다.

### 대한제국 성립

##### 대한제국 선포

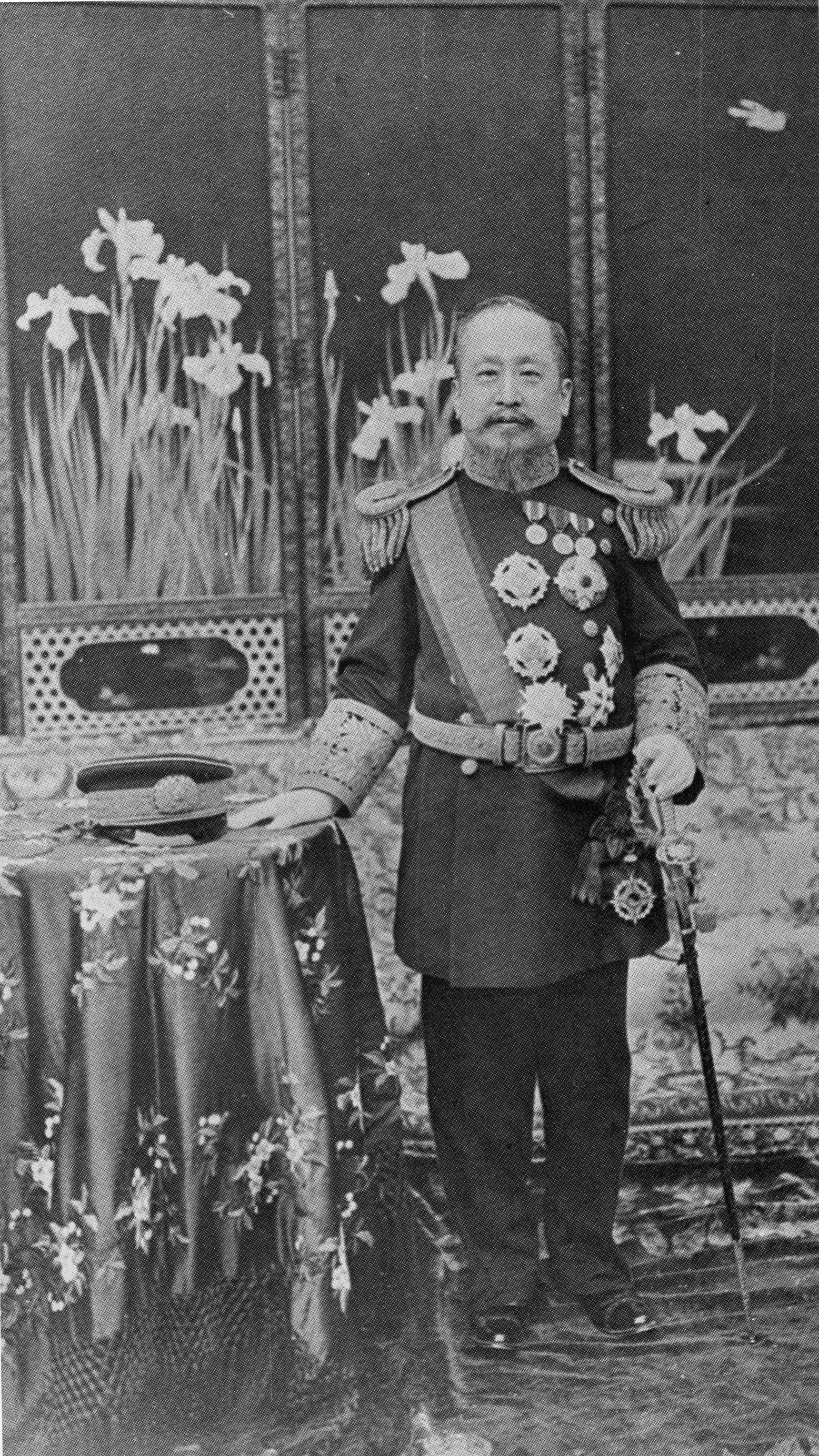
대한제국 고종 황제

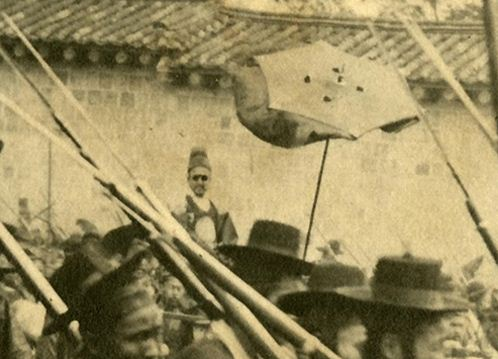
선글라스를 착용한 고종

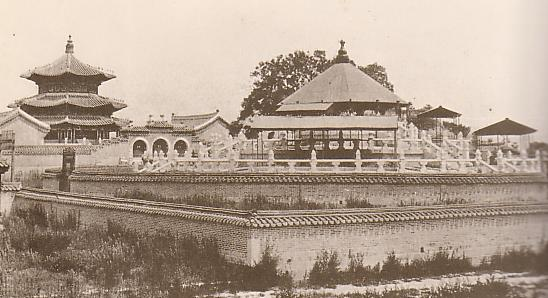
고종이 황제로 즉위할 때 하늘에 제사를 지냈던 환구단

1897년(건양 2년) 9월 29일 치사 봉조하(致仕奉朝賀) 김재현(金在顯), 정1품 이호준(李鎬俊) 등 조정 관원이 황제 칭호를 사용할 것을 청하는 연명 상소를 올렸다.
아관파천 이후 러시아의 영향력이 막강해지고 열강의 이권 각축 경향을 보였으나, 고종은 1897년 경성 경운궁으로 환궁하여 환구단(황제로 즉위)을 지었다. 그리고 그해 10월 13일 하늘에 고하는 제사를 지낸 후에 국호를 대한제국, 연호를 광무(光武)로 새로 정하고 대한제국의 초대 황제로 즉위하였다. 이어 조령을 내렸다.
| “ | 봉천 승운 황제(奉天承運皇帝)는 다음과 같이 조령(詔令)을 내린다. 짐은 생각건대, 단군과 기자 이후로 강토가 분리되어 각각 한 지역을 차지하고는 서로 패권을 다투어 오다가 고려 때에 이르러서 마한, 진한, 변한을 통합하였으니, 이것이 삼한(三韓)을 통합한 것이다. 우리 태조(太祖)께서 왕위에 오르신 초기에 국토 밖으로 영토를 더욱 넓혀 북쪽으로는 말갈의 지경까지 이르러 상아, 가죽, 비단을 얻게 되었고, 남쪽으로는 탐라국을 차지하여 귤, 유자, 해산물을 공납(貢納)으로 받게 되었다. 사천 리 강토에 하나의 통일된 왕업(王業)을 세웠으니, 예악(禮樂)과 법도는 당요(唐堯)와 우순(虞舜)을 이어받았고 국토는 공고히 다져져 우리 자손들에게 만대토록 길이 전할 반석같은 터전을 남겨 주었다. 짐이 덕이 없다 보니 어려운 시기를 만났으나 상제(上帝)께서 돌봐주신 덕택으로 위기를 모면하고 안정되었으며 독립의 터전을 세우고 자주의 권리를 행사하게 되었다. 이에 여러 신하와 백성들, 군사들과 장사꾼들이 한목소리로 대궐에 호소하면서 수십 차례나 상소를 올려 반드시 황제의 칭호를 올리려고 하였는데, 짐이 누차 사양하다가 끝내 사양할 수 없어서 올해 9월 17일 백악산(白嶽山)의 남쪽에서 천지(天地)에 고유제(告由祭)를 지내고 황제의 자리에 올랐다. 국호를 ‘대한(大韓)’으로 정하고 이 해를 광무(光武) 원년(元年)으로 삼으며, 종묘(宗廟)와 사직(社稷)의 신위판(神位版)을 태사(太社)와 태직(太稷)으로 고쳐 썼다. 왕후(王后) 민씨(閔氏)를 황후(皇后)로 책봉하고, 왕태자(王太子)를 황태자(皇太子)로 책봉하였다. 이리하여 밝은 명을 높이 받들어 큰 의식을 비로소 거행하였다. 아! 애당초 임금이 된 것은 하늘의 도움을 받은 것이고, 황제의 칭호를 선포한 것은 온 나라 백성들의 마음에 부합한 것이다. 낡은 것을 없애고 새로운 것을 도모하며 교화를 시행하여 풍속을 아름답게 하려고 하니, 세상에 선포하여 모두 듣고 알게 하라. | ” |
|   | — 고종실록 광무 1년(고종 34년) 10월 13일 |   |

대한제국 선포 이후 미국에서 유학하고 귀국한 서재필 등이 독립 협회를 창단하여 대한 독립의 공고화와 입헌군주제의 수립을 호소했으나, 조정의 보수 대신들이 지원하는 황국협회가 새로이 결성되어 양측은 노골적으로 대결하였다. 결국 고종은 두 단체를 군대로 하여금 모두 무력으로 강제 해산시키고 정국은 다시 소강 상태가 되었다. 1899년 노면전차를 도입하였다.

고종 황제의 깃발인 《대한황제폐하몸기》

이것을 고종이 신문물에 대해 넓은 이해와 포용을 가지고 있음을 보여준다고 주장하는 이도 있다. 그러나 윤웅렬, 유길준, 윤치호 같은 이들은 대한제국 선포에 회의적이었다. 단순히 “국호만 바꾸고 칭제건원을 한다 하여 조선의 국왕에게 없던 용기가 생겨나거나 국격이 더 높아지는 것은 아니라는 것”이었다.

#### 광무개혁
대한제국을 선포한 고종은 구본신참의 기치 하에 광무개혁을 실시하였다. 정치적으로는 전제군주권을 강화하고자 하였으며 대한국 국제를 선포하여 교전소와 법규 교정소를 설치하고 시위대와 진위대의 증강을 통해 국방력을 강화하고자 원수부를 설치하였다. 그는 직접 대원수가 되어 육해군 통솔하게 되었고, 황태자를 원수에 임명하였다. 하지만 이런 움직임은 입헌군주제를 주장하는 독립협회가 하였고, 조병식과 같은 수구파 인사들의 모함으로 독립협회가 해산되는 결과를 낳았다.
한청통상조약을 통해 청나라와 대등한 입장에서 통상 조약을 체결하였다. 1900년에는 파리에서 열리는 만국박람회에 대표를 파견하였고, 만국우편연합에 가입하였다. 울릉도와 독도를 울도군으로 승격시켰다.
1902년에는 간도에 간도시찰원을, 1903년에는 이범윤을 간도관리사로 파견하였다.
행정개혁은 양지아문을 설치하여 양전사업을 실시했다. 1901년 지계아문을 설치하여 지계를 발급하였는데, 전국적으로 실시되지는 못하였으나 근대적 토지 소유권 제도를 확립하였다.
알렌의 소개로 에디슨의 회사에 전차와 전기에 대한 권리를 팔기도 하였다.

#### 고종 암살 미수 사건
1898년 8월 2일 고종에게 앙심을 품은 러시아 담당 역관 김홍륙이 고종이 커피 애호가라는 점을 이용해 커피에 독극물(아편)을 타서 대접했다. 고종은 김홍륙이 대접한 커피를 엄청나게 이상하다고 판단해서 마시지 않고 커피를 땅에 부었다. 하지만 이 커피를 마신 고종의 아들 순종은 치아가 모두 결손되어 어린 나이에 틀니를 착용하게 되는 등 엄청난 후유증에 시달리게 되었다.
이 사건으로 인해 고종은 김홍륙을 체포한 후 1898년 10월 10일 부로 교수했으며 김홍륙의 구족을 멸하고 그 일당들을 거의 토벌 수준으로 처리했다. 이는 당연한 것으로 다른 사람도 아니고 일국의 국왕을 시해하려고 한 죄는 한 나라에서 저지를 수 있는 가장 큰 죄이기 때문이다.

#### 이준용의 쿠데타 기도

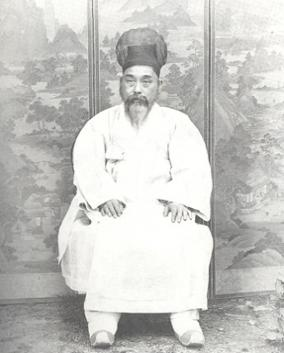
고종의 조카이자 정적인 이준용

1899년 조카 이준용은 직접 쿠데타를 기획하였다. 이전까지의 쿠데타가 동학 농민군이나 할아버지 흥선대원군에 의해 추진된 것이라면 이번 쿠데타에 이준용 본인이 직접 기획하고 사전 준비까지 한 것이었다. 그 해에는 이준용 추대 관련 역모가 3건이 적발되었다.
이준용이 일본에서 다시 활동을 개시할 때 쯤에 벌어진 장윤상 발언 사건과 어용선 사건은 고종을 자극하기 충분했다. 전 참봉 장윤상이 자신이 일본에서 이준용을 모셨다고 하면서 1899년 1월 이준용이 귀국하면 고종 대신 국왕이 되거나 대통령에 오를 것이라고 말하였다. 이는 와전되어 "박영효가 반역하여 이준용을 추대하고 고종을 태상왕으로 만들 것이라"는 소문으로 번져나갔다. 이에 4월 12일 소문의 발원자인 장윤상은 교형에 처해졌고, 그 사실을 알고도 고발하지 않은 이유로 유학 신현표와 전 순검 이지현은 태 1백 대에 종신형을 선고받았다.
또한 3월에 어용선 등이 일본에서 그를 모셔다가 현 정부를 전복하고 민주공화정을 표방해 대통령제를 실시하려 한다는 혐의로 체포되었다.
반정부 인사들이 이준용을 대통령으로 추대하려 한다는 소문이나 움직임은 고종에게 상당한 충격을 안겨주었다. 장윤상 사건과 어용선 사건이 처리된 직후인 1899년 6월 고종을 폐위하고 이준용의 옹립을 기도했다는 고발에 따라 윤태영 등 3인이 체포되었는데, 이는 고종 정부가 이준용 추대 모의에 알레르기 반응을 보이고 있음을 나타내는 것이었다.
1900년 안경수, 권형진을 처형 직전 양인을 심문하는 과정에서 1894년 7월에 이준용이 명성황후와 세자궁을 처단하려 하였고, 이러한 역모 사건은 결국 을미사변으로 이어졌다는 진술이 나왔다. 이에 고종 정부의 고관들인 김성근, 신기선, 조병식, 윤용선, 민종묵 등과 재야의 유생들은 1900년 6월부터 역모를 자행한 이준용을 일본에서 불러다가 처형하자는 상소를 되풀이하여 올렸다. 그러나 고종은 그 때마다 윤허하지 않았다.
6월 3일 궁내부협판 겸 대신서리 윤정구(尹定求)의 탄핵이 있자, 고종은 칙령을 내려 이준용의 궁내부 특진 관직을 박탈했다. 그러자 평리원과 학부에서 외부에 조회하여 1900년 6월 19일에 주일본공사 이하영에게 이준용을 즉각 잡아서 돌아오게 하라고 하였다. 그러나 이준용은 귀국을 거절했다. 6월 20일 이하영은 "이준용이 꼼짝하지 않고 듣지 않으니 잡아서 돌려보낼 길이 없습니다."라고 보고하였다.

##### 이준용과 엄귀비의 갈등

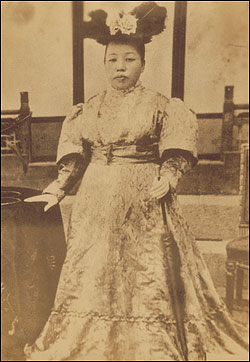
순헌황귀비 엄씨 (1854-1911)
----고종의 후궁이자 영친왕의 생모이다.

일본 망명 직후부터 이준용은 귀인 엄씨의 빈 책봉을 반대하고 나섰다. 이어 고종은 명성황후의 빈자리를 대체할 인물로 엄상궁을 택하고 그녀를 황후로 격상시키려 시도한다. 그러나 이를 접한 이준용은 망명 한인들에게 이를 알리며 반대 운동을 준비한다.
1899년 4월 이준용은 일본망명객들이 벌인 엄상궁의 왕비책봉에 대한 반대운동에 가담하였다. 그는 유길준, 권동진, 조중응 및 기타 2~3인과 함께 논의한 결과 신분이 낮은 엄상궁을 왕후로 삼는 것은 국가를 위태롭게 하는 조치라는 이유를 들어 엄상궁의 왕후 책봉을 반대할 것을 결의하였다. 그리고 이러한 의사를 담아 궁내부대신 이재순에게 충고서를 보내기로 하였다.
또한 이준용은 아버지 흥친왕에게 서한을 보내 “엄상궁 같은 미천한 소생이 국왕의 총애를 얻은 것을 기화로 간신배들이 벼슬을 얻기 위해 엄상궁을 왕비로 책봉하려 기도하고 있으니, 이러한 때에 왕실에 관계된 이들은 반대의사를 분명히 해야 한다.”고 하였다. 이처럼 이준용이 엄상궁의 왕비 책봉 반대운동을 적극적으로 벌인 것은 엄상궁이 자신의 아들 황자 이은의 권력 승계를 위해 일본에 망명 중인 이준용과 의친왕 등을 극력 배척하였기 때문이다. 그러나 이런 처지에서 이준용의 엄상궁 왕비 책봉 반대운동은 도리어 그의 신변에 위협 요인으로 작용할 수밖에 없었다.
엄상궁과 그의 측근들은 고종에게 이준용이 다른 마음을 품고 있다고 고했고, 명성황후의 암살에 이준용이 개입되었다고 확신하던 고종은 이준용 제거를 결심한다. 그러나 일본정부에서는 정치 망명객이라는 이유로 이준용을 적극적으로 옹호하였고 고종은 밀지를 내려 자객들을 일본 도쿄 부로 파견했지만 실패한다. 이준용 역시 양돼지라는 별명과 달리 거구에 비교해서 상당히 민첩하게 움직였고 무예 실력까지 갖추고 있었으므로 고종의 이준용 제거 계획은 번번히 수포로 돌아갔다.

### 재위 후반

#### 러일전쟁과 국권 침탈

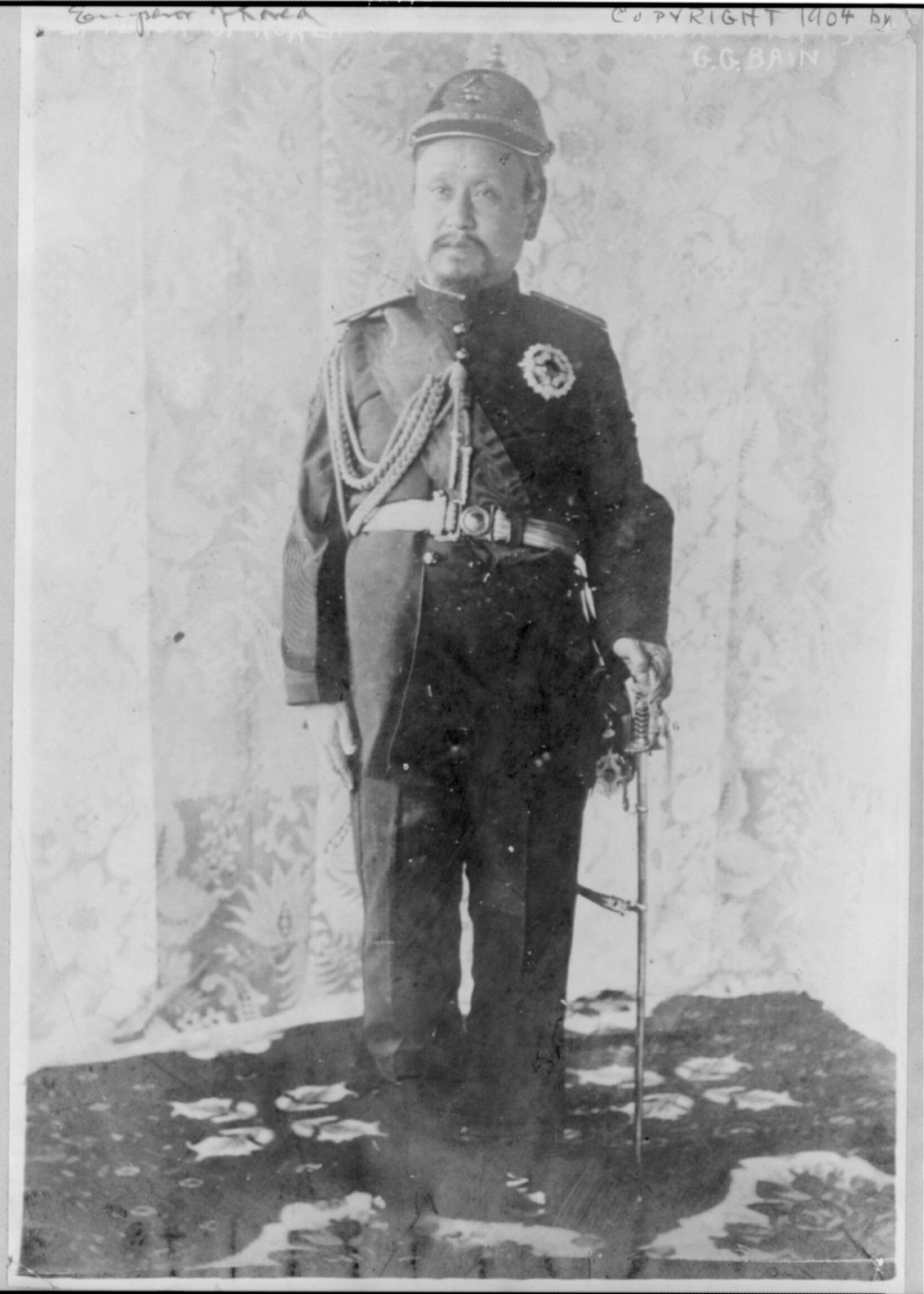
고종황제 어진 (1904년, 촬영자 G.G Bein)

1900년 9월 27일 육군 참위 김규복(金奎福), 노백린, 어담 등 19인에 일본 유학을 명하였다.
고종은 일본의 침탈에 대비하여 1902년 6월에 정보기관 제국익문사(帝國益聞社)를 황제 직속으로 설치하고, 국내외 정세, 고위직 및 외국인 관료, 첩자 등의 첩보를 파악한다.
1903년 5월 육군과 해군의 창설을 위한 준비를 지시한다. 군대 창설과 관련하여 1903년 3월 15일 징병제도 실시를 예정하는 조칙을 내렸으며, 서양의 징병제와 조선의 5위(五衛) 제도를 절충하는 군제 개혁을 예정하고 그에 따라 협력을 당부한다. 또한 1903년 시위대 1만2천(최종적으로 1만6천) 병력을 갖추고, 용산에 군부 총기제조소를 건립하였다. 이러한 군대 창설 및 그와 관련한 일련의 성과는 을사조약 이후에 계획 자체가 없어지거나 성과는 철거되었고, 급기야 1907년 일본군은 군대를 풀어 한양 내에 있는 주변 시내를 장악하고 군대 해산하라고 명령을 내리면서 군대가 해산이 된다.
고종은 일본이 러시아를 상대로 전쟁을 일으키게 되면 한국의 황성(한양, 지금의 대한민국 서울)을 침탈하게 된다는 점을 예견하고, 1903년 8월 15일 고종 황제가 러시아 황제에게 친서를 보내어 동맹을 요청하였으나 거절당한다. 고종은 그 뒤 1904년 1월 23일 대외적으로 중립국을 선포하였으나, 서울을 점령한 일본의 강요로 2월 23일 한일의정서를 체결하여 중립을 지킬 수 없었다.

#### 을사 늑약
일본의 특명전권대사 자격으로 1905년 11월 9일 서울에 온 이토 히로부미 조선통감은 다음 날인 11월 10일 고종 황제에게 일왕의 “짐이 동양평화를 유지하기 위하여 대사를 특파하노니 대사의 지휘를 일종하여 조치하소서.”라는 내용의 친서를 바쳐 고종을 위협하고 1905년 11월 15일 다시 고종 황제에게 한일협약안을 제시하면서 조약 체결을 강압적으로 요구했다. 이 무렵, 주(駐)조선 일본 공사 하야시 곤스케(林権助)와 주 조선 일본군 사령관 하세가와(長谷川)가 일본으로부터 증원군을 파송받아 궁궐 내외에 물샐 틈 없는 경계망을 펴고 포위함으로써 대한제국 황궁은 공포 분위기에 싸여 있었다. 그러나 고종 황제는 통감의 집요한 강요에도 불구하고 조약 승인을 거부하였다. 이에 일본은 전략을 바꾸어 조정 대신들을 상대로 위협·매수에 나섰다.
11월 11일 하야시 곤스케는 외부대신 박제순을 주대한제국 일본 공사관으로 불러 조약 체결을 강박하고, 같은 시간 통감은 모든 대신과 원로대신 심상훈(沈相薰)을 그의 숙소로 불러 조약 체결에 찬성하도록 회유와 강압을 되풀이하였다.
이러한 회유와 강압 끝에 다수의 지지를 얻게 된 통감과 하야시 곤스케는 마침내 11월 17일 경운궁에서 어전회의를 열도록 했다. 그러나 회의는 침통한 공기만 감돌았을 뿐 아무런 결론을 내릴 수가 없었다. 고종황제는 강압에 의한 조약 체결을 피할 목적으로 의견의 개진 없이 대신들에게 결정을 위임한 상태였다. 어전회의가 5시간이 지나도록 결론에 이르지 않자 초조해진 통감은 하세가와 군사령관과 헌병대장을 대동하고 일본헌병 수십 명의 호위를 받으며 궐내로 들어가 노골적으로 협력에 동의하라고 고종에게 강요 및 협박을 했다.
고종은 생각해보겠다는 말로 통감을 달래어 내보냈다. 그는 직접 메모용지에 연필을 들고 대신들에게 가부(可否)를 따져 물었다. 그때 갑자기 한규설 참정 대신이 소리 높여 통곡을 하기 시작했던지라 별실로 데리고 갔는데, 그가 “너무 떼를 쓰거든 죽여 버리라.”라고 고함을 쳤다. 참정대신 한규설, 탁지부대신 민영기, 법부대신 이하영만이 무조건 불가(不可)를 썼고, 학부대신 이완용, 군부대신 이근택, 내부대신 이지용, 외부대신 박제순, 농상공부대신 권중현은 책임을 황제에게 전가하면서 찬의를 표시하였다. 이 찬성한 다섯 명을 을사오적이라 한다.
통감은 각료 8대신 가운데 5대신이 찬성하였으니 조약 안건은 가결되었다고 선언하고 궁내대신 이재극을 통해 그날 밤 황제의 칙재(勅裁)를 강요하였다. 그리고 같은 날짜로 외부대신 박제순과 일본 공사 하야시 곤스케 간에 이른바 이 협약의 정식 명칭인 ‘한일 평화 조약’이 체결되었다.

##### 을사 늑약 반대 운동

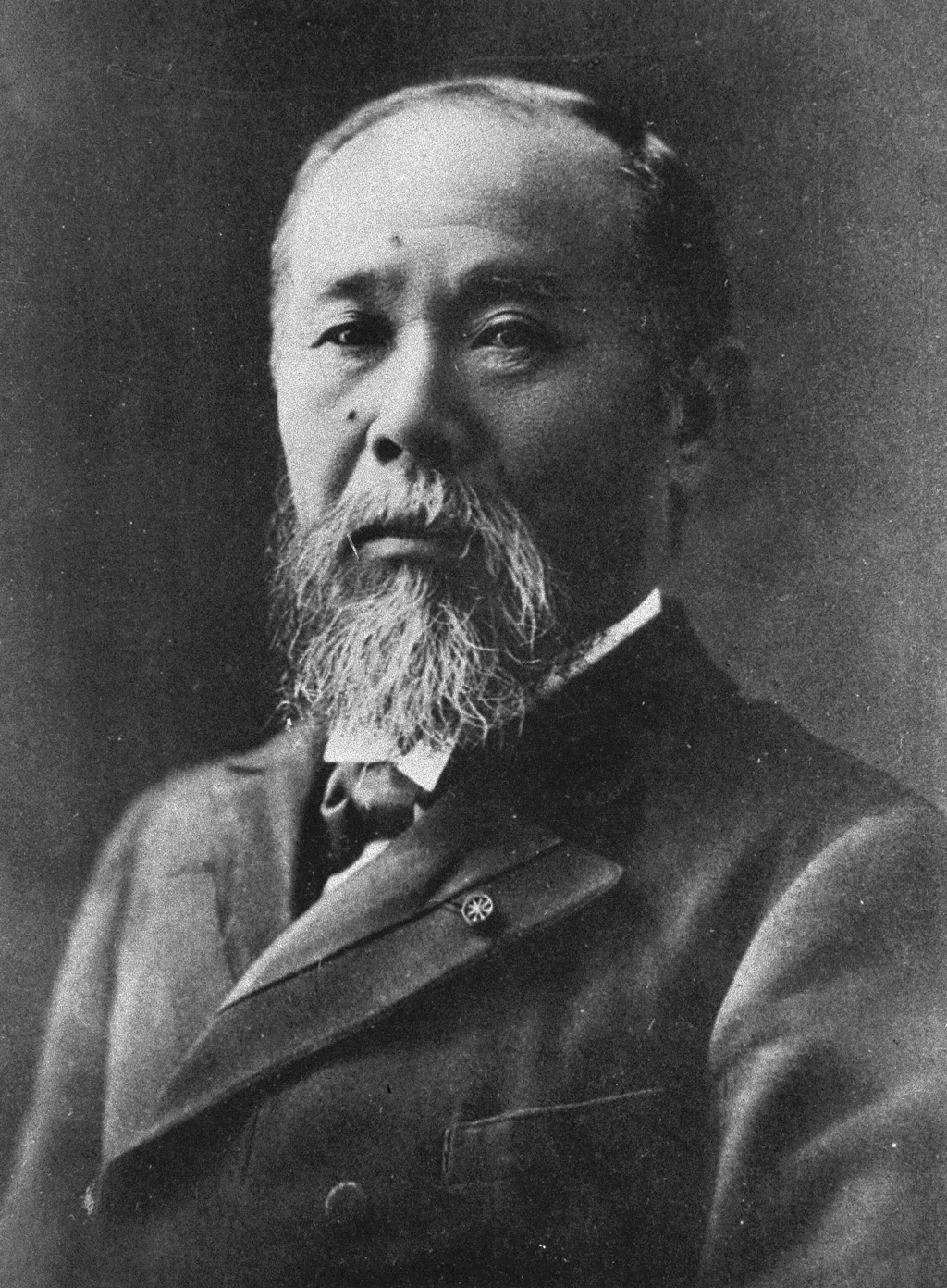
초대 조선 통감 이토 히로부미.

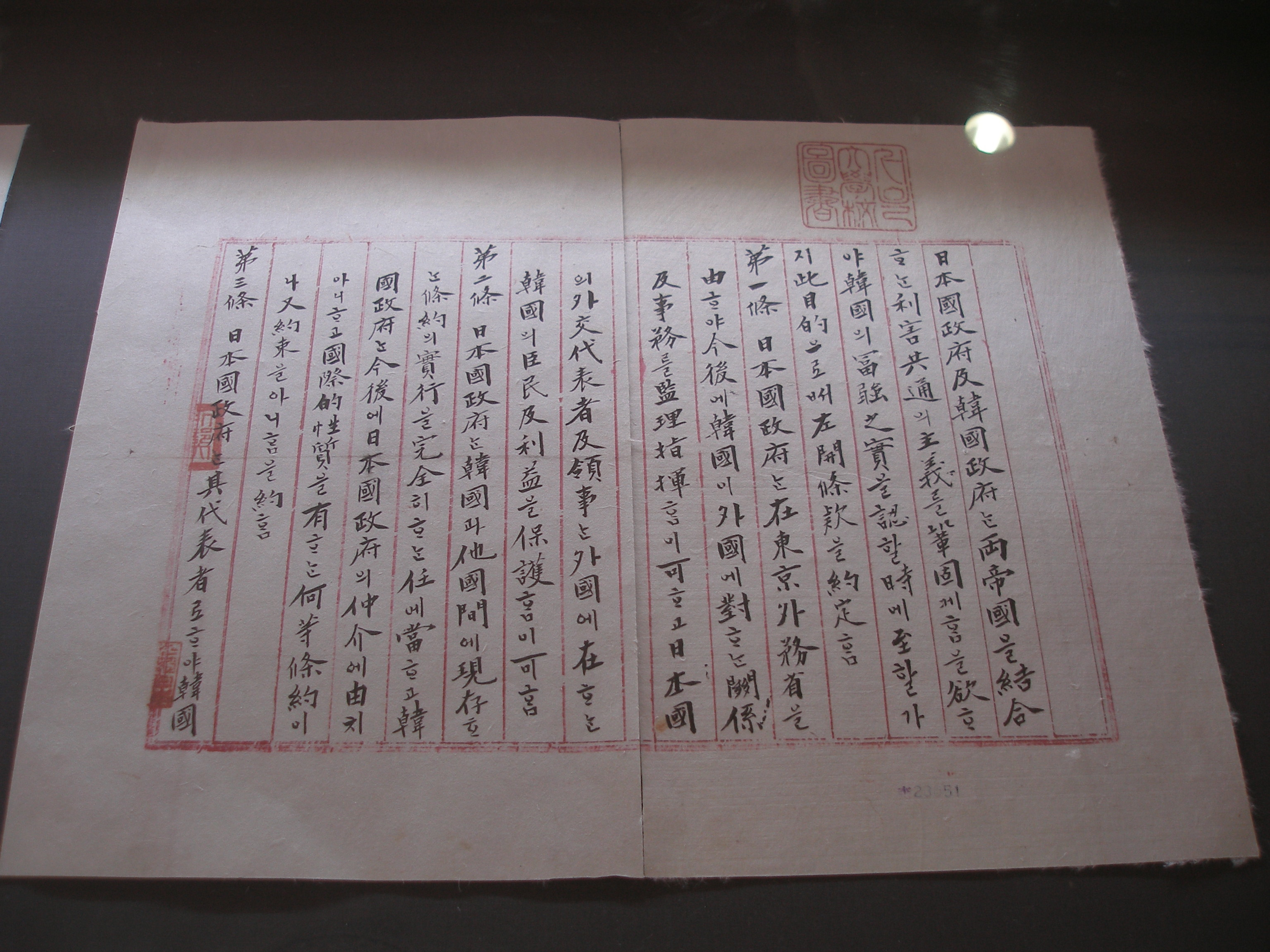
중명전에 전시된 을사조약 체결 문서

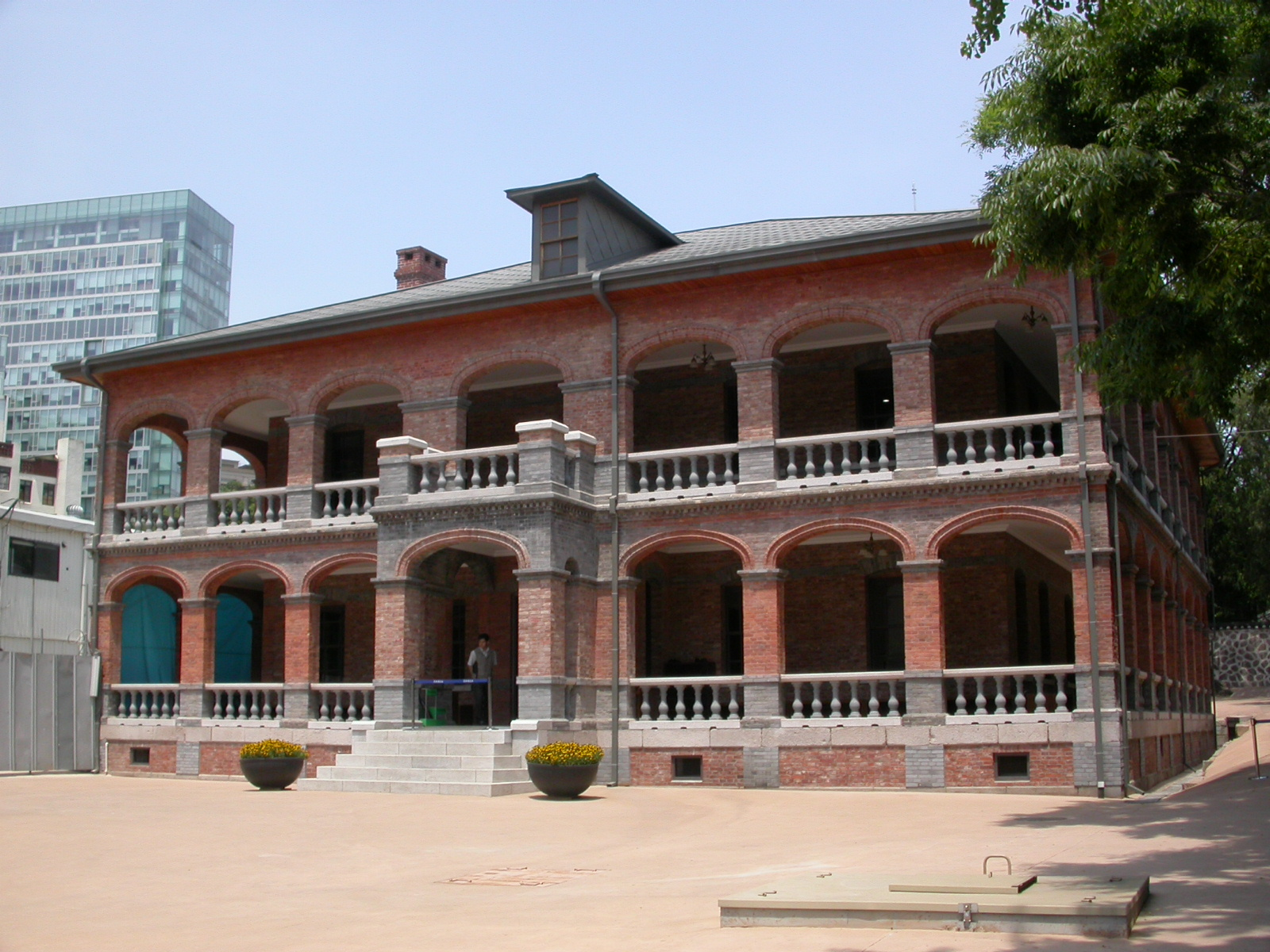
을사늑약이 조인된 덕수궁 중명전

조약의 체결은 한국 내에서의 반발을 불러일으켰고, 각계 각층에서 다양한 방법으로 을사늑약의 부당함을 호소하였다. 장지연은 황성신문에 〈시일야방성대곡(是日也放聲大哭, 이 날을 목놓아 통곡한다)〉을 게재하였고, 민영환은 〈이천만 동포에게 고함〉등의 유서를 남기고 자결하였다. 윤치호는 조약의 무효를 주장하며 을사늑약에 서명한 대신들을 처벌할 것을 상소하였다. 또한 늑약에 대한 반발로 전국 각지에서 의병운동이 전개되었다.
 
지난 갑오경장(甲午更張) 이후로 자주권과 독립의 기초를 남에게 의지한 적 없이
여유 있게 지켜온 지 이제 10년이 되었습니다.
그런데 내정이 잘 다스려지지 않아 하소연할 데 없는 백성들이 모두 죽음의 구렁텅이에 빠졌고
외교를 잘못하여 조약을 체결한 나라와 동등한 지위에 설 수 없게 되었습니다.
이것은 폐하께서 하찮은 소인들에게 눈이 가리어졌기 때문입니다.

궁실을 꾸미는 데 힘쓰게 되니 토목 공사가 그치지 않았고, 기도하는 일에 미혹되니 무당의 술수가 번성하였습니다.
충실하고 어진 사람들이 벼슬을 내놓고 물러나니 아첨하는 무리들이 염치없이 조정에 가득 찼고,
상하가 잇속만을 추구하니 가렴주구 하는 무리들이 만족할 줄을 모른 채 고을에 널렸습니다.
개인 창고는 차고 넘치는데 국고(國庫)는 고갈되었으며 악화(惡貨)가 함부로 주조되고 민생은 도탄에 빠졌습니다.

그리하여 두 이웃 나라가 전쟁을 일으키고 우리나라에 물자를 자뢰하니
온 나라가 입은 피해는 실로 우리의 탓이었습니다.
심지어 최근 새 조약을 강제로 청한 데 대하여 벼슬자리를 잃을까 걱정하는 무리들이
끝끝내 거절하지 않고 머리를 굽실거리며 따랐기 때문에
조정과 재야에 울분이 끓고 상소들을 올려 누누이 호소하게 되었습니다.

하나로 일치된 충성심과 애국심은 어두운 거리에 빛나는 해나 별과 같고 홍수에 버티는 돌기둥과 같다고 할 것입니다.
지난날의 조약을 도로 회수해 없애버릴 방도가 있다면 누가 죽기를 맹세하고 다투어 나아가지 않겠습니까마는,
지금의 내정과 지금의 외교를 보면 어찌 상심해서 통곡하지 않을 수 있겠습니까?
만일 지금이라도 든든히 가다듬고 실심으로 개혁하지 않는다면
종묘사직과 백성들은 필경 오늘날의 위태로운 정도에 그치지 않을 것입니다.

독립의 길은 자강(自強)에 있고 자강의 길은 내정을 닦고 외교를 미덥게 하는 데 있습니다.
오늘날의 급선무는 일을 그르친 무리들을 내쫓음으로써 민심을 위로하고
공명정대한 사람들을 조정에 불러들여 빨리 치안을 도모하며,
토목 공사를 정지하고 간사한 무당들을 내쫓으며 궁방(宮房)의 사재 축적을 엄하게 징계하고
궁인(宮人)들의 청탁으로 벼슬길에 나서게 되는 일이 없게 할 것입니다.

자강의 방도와 독립의 기초가 여기에 연유하지 않은 것이 없으니,
삼가 바라건대 폐하께서는 힘쓰고 힘쓰소서.
 — 《고종실록》 대한 광무 9년(1905년 12월 1일) 기사
그러나 고종은 윤치호의 상소에 내심 동의하면서도 관련자들을 처벌하지 않았다. 12월 내내 한성부를 왕래하며 을사조약이 무효임을 선언한 전단지를 배포했다. 이후 강원도 삼척군과 울진군에서 을사조약 무효 선언과 동시에 의병이 일어났고 쇠퇴해가던 의병 활동에 불을 지피는 계기를 마련한다. 이와 같은 반대 운동에 힘을 얻은 고종은 을사조약의 무효를 선언한다.

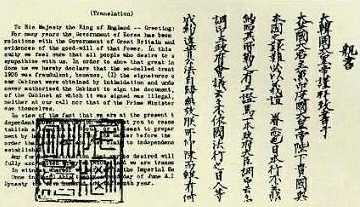
영국에 전달된 제2차 한일 협약이 무효임을 알리는 고종의 친서

이후 고종은 제2차 한일 협약 체결의 부당함을 국제 사회에 알리려고 노력하였으나, 당시 국제 정세의 논리에 따라 황제의 밀서 등은 효과를 얻지 못하였다. 고종의 을사체약 무효선언서는 1906년 1월 29일에 작성된 국서, 1906년 6월 22일에 호머 헐버트 특별위원에게 건넨 친서, 1906년 6월 22일에 프랑스 대통령에게 보낸 친서, 1907년 4월 20일 헤이그 특사 이상설에게 준 황제의 위임장 등이 있다. 고종의 무효선언 발표는 훗날 대한민국에서 을사조약의 무효, 불법성을 주장하는 하나의 근거가 되었다.
조약 체결 당시부터 국제법학계의 일부 학자들은 을사조약은 무효라는 의견을 제시하였다. 특히 프랑스 국제법학자 레이는 제2차 한일 협약 체결 당시 강박(強迫)이 사용된 점과 고종이 그 조약이 불법이고 무효인 점을 밝히기 위해 즉각 항의외교를 벌인 점을 들어 ‘1905년 조약이 무효’라고 주장했다.
훗날 고종의 무효선언서의 존재를 확인한 대한민국 정부는 일본에 수교하는 조건으로 을사조약 무효, 파기를 요구한다. 대한민국과 일본은 1965년 한일기본조약에서 을사조약(제2차 한일 협약)을 포함하여 대한제국과 대일본제국간에 체결된 모든 조약 및 협정이 이미 무효임을 한 번 더 확인하였다. 후일 정상수 명지대 교수는 을사조약이 무효임을 나타내는 독일어 전보를 발견하였다.

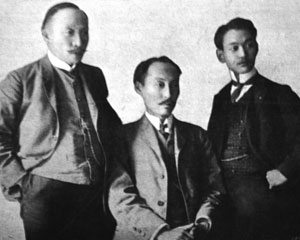
헤이그 만국평화회의에 특사로 파견된 이준, 이상설, 이위종

#### 헤이그 특사 파견과 강제 퇴위
1907년 4월, 고종은 네덜란드 헤이그에서 열리는 만국평화회의에 이준, 이상설, 이위종 등 특사와 호머 헐버트를 파견하여 을사늑약의 부당성을 호소하고자 하였다. 이 사건을 두고 일본은 고종에게 퇴위할 것을 강요하였다. 일본의 압력으로 고종은 1907년 음력 7월 20일, 황태자에게 양위하였으나 양위를 하는 사람과 받는 사람 모두가 불참하는 기이한 양위식이 거행되었다.

### 퇴위 이후
1907년(융희 원년) 7월 24일, 일본은 한일신협약(정미7조약)을 강요하였고, 대한민국의 군대가 강제로 해산되었다.(→대한제국 군대해산) 정미7조약의 체결과 대한제국의 군대해산을 계기로 전국 각지에서 의병이 봉기하였다.(정미의병)
1910년(융희 4년) 8월 29일, 한일 병합 조약이 체결되면서 대한제국이 멸망하였고, 고종은 덕수궁 이태왕(李太王)으로 격하되어 덕수궁에 머물게 되었다.
1912년, 임병찬 등이 고종의 밀명을 받고 비밀결사단체인 대한독립의군부를 조직하여 왕정 회복을 시도했으나 실패하였다.

### 최후

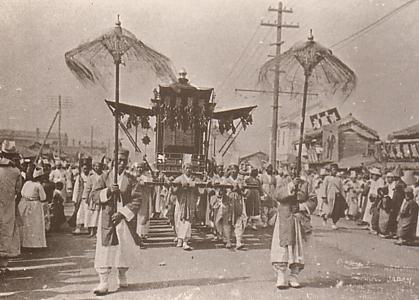
고종의 장례 행렬

고종은 1919년 1월 21일 오전 6시경 덕수궁 함녕전에서 68세로 사망했다. 고종의 공식적 사인은 뇌일혈 또는 심장마비로 인한 자연사이지만, 아직까지 고종의 사망 원인은 명확하게 밝혀지지 않았다. 고종의 갑작스러운 죽음은 사회적으로 화제가 되었고, 3 · 1 운동의 도화선이 되었다. 묘소는 홍릉이다.
묘호는 고종(高宗)이고 시호는 통천융운조극돈륜정성광의명공대덕요준순휘우모탕경응명입기지화신열외훈홍업계기선력건행곤정영의홍휴수강문헌무장인익정효태황제(統天隆運肇極敦倫正聖光義明功大德堯峻舜徽禹謨湯敬應命立紀至化神烈巍勳洪業啓基宣曆乾行坤定英毅弘休壽康文憲武章仁翼貞孝太皇帝)이다.

#### 고종 독살설
고종의 석연치 않은 죽음을 두고 독살설이 빠르게 퍼져나갔다. 무관 출신 한진창은 고종이 독살되었다고 확신하였다. 그리고 한진창은 자신의 누나 한진숙의 시조카 윤치호에게 고종이 독살되었을 것이라고 주장했다. 1919년 초까지만 해도 윤치호는 고종 독살설에 부정적이었다.
 
고종황제가 이왕세자와 나시모토 공주의 결혼식을 꼭 나흘 앞두고 승하하는 바람에,
스스로 목숨을 끊은 것이라는 소문이 나돌고 있다. 정말이지 얼토당토 않은 얘기다.
예전에 이미 굴욕을 감수한 고종황제가 이제 와서 하찮은 일에 억장이 무너져 자살했다는 게 말이 되나?
더구나 어린 왕세자와 일본 공주의 결혼이야말로 왕실의 입장에서는 경사스런 일이 아닌가?

이 결혼을 통해서 두 왕실간의 우호관계가 증진될 것이고,
왕세자는 조선의 어떤 여성보다도 더 우아하고 재기 넘치는 신부를 맞이하게 되는 거니까 말이다.

만약에 고종황제가 병합 이전에 승하했더라면, 조선인들의 무관심 속에 저세상으로 갔을 것이다.
그런데 지금 조선인들은 복받치는 설움을 이기지 못하고 옷소매를 적셔가면서 고종황제를 위해 폭동을 일으키려 하고 있다.
 — 《윤치호일기》 1919년 1월 26일 일요일　　
그런데 한진창의 증언을 듣고 얼마 뒤 윤치호는 입장을 선회하게 된다. 윤치호는 자신이 한진창에게 들은 내용을 1920년 10월 13일자 일기에 기록해 놓았다. 윤치호와 한진창이 남긴 기록에 의하면
1. 이상적이라 할 만큼 건강하던 고종황제가 식혜를 마신지 30분도 안되어 심한 경련을 일으키다가 죽어갔다.
2. 고종 황제의 팔다리가 1~2일 만에 엄청나게 부어올라서, 사람들이 황제의 통넓은 한복 바지를 벗기기 위해 바지를 찢어야만 했다.
3. 민영달과 몇몇 인사는 약용 솜으로 고종황제의 입안을 닦아내다가, 황제의 이가 모두 구강 안에 빠져 있고 혀는 닳아 없어졌다는 사실을 발견했다.
4. 30센티 미터가량 되는 검은 줄이 목 부위에서부터 복부까지 길게 나 있었다.
5. 고종황제가 승하한 직후에 2명의 궁녀가 의문사했다고 했다.[38]

윤치호는 한진창 역시 고종독살설을 다른 사람에게 전해 들었는데, 민영휘, 나세환, 강석호(내관) 등과 함께 시신의 염을 한 민영달이 한진창에게 이 내용들을 말해주었다고 하였다.
한편 일본 궁내성 제실회계심사국 장관인 구라토미 유자부로(倉富勇三郞)의 일기에 의하면 고종이 조선 독립운동과 관련되었다는 이유로 일본 수뇌부에 의해 독살되었다고 적고 있다. 1919년에 개최되는 파리강화회의에서 조선합병의 부당함을 호소할지도 모른다는 위기감에 고종을 독살했다는 것이다. 이를 방지하기 위해 데라우치 총독이 하세가와 요시미치에게 고종으로 하여금 1905년의 을사늑약이 유효했음을 확인하는 문서에 서명할 것을 요구하였고, 이를 거절하여 독살하였다는 일본 정계의 풍문을 일기에 기록하였다. 또한 이시하라 겐조(石原健三)와 다나카 우쓰루(田中遷)와 같은 관료들에게 고종 독살에 대한 풍문을 묻기도 하였다.
(번역)
"(전 총리) 데라우치 마사다케가 (조선총독) 하세가와 요시미치에게 뜻(意)을 전해,
하세가와로 하여금 이태왕(李太王·고종)에게 설명하게 했지만 태왕이 수락하지 않았기 때문에,
그 일을 감추기 위해 윤덕영·민병석 등이 태왕을 독살했다는 풍설이 있다는 말을 들었다.

(원문)
寺內正毅ヨリ長谷川好道ニ意ヲ傳ヘ
長谷川ヲシテ李太王ニ說カシメタルコトアルモ太王ガ之ヲ諾セサリシ
故其事ヲ秘スル爲メ尹德榮閔丙奭等ノ太王ヲ毒殺シタリトノ風說アリトノ話ヲ聞キタル

 — 구라토미 유자부로 일기,   
1919년 10월 26일 일요일　

### 황녀

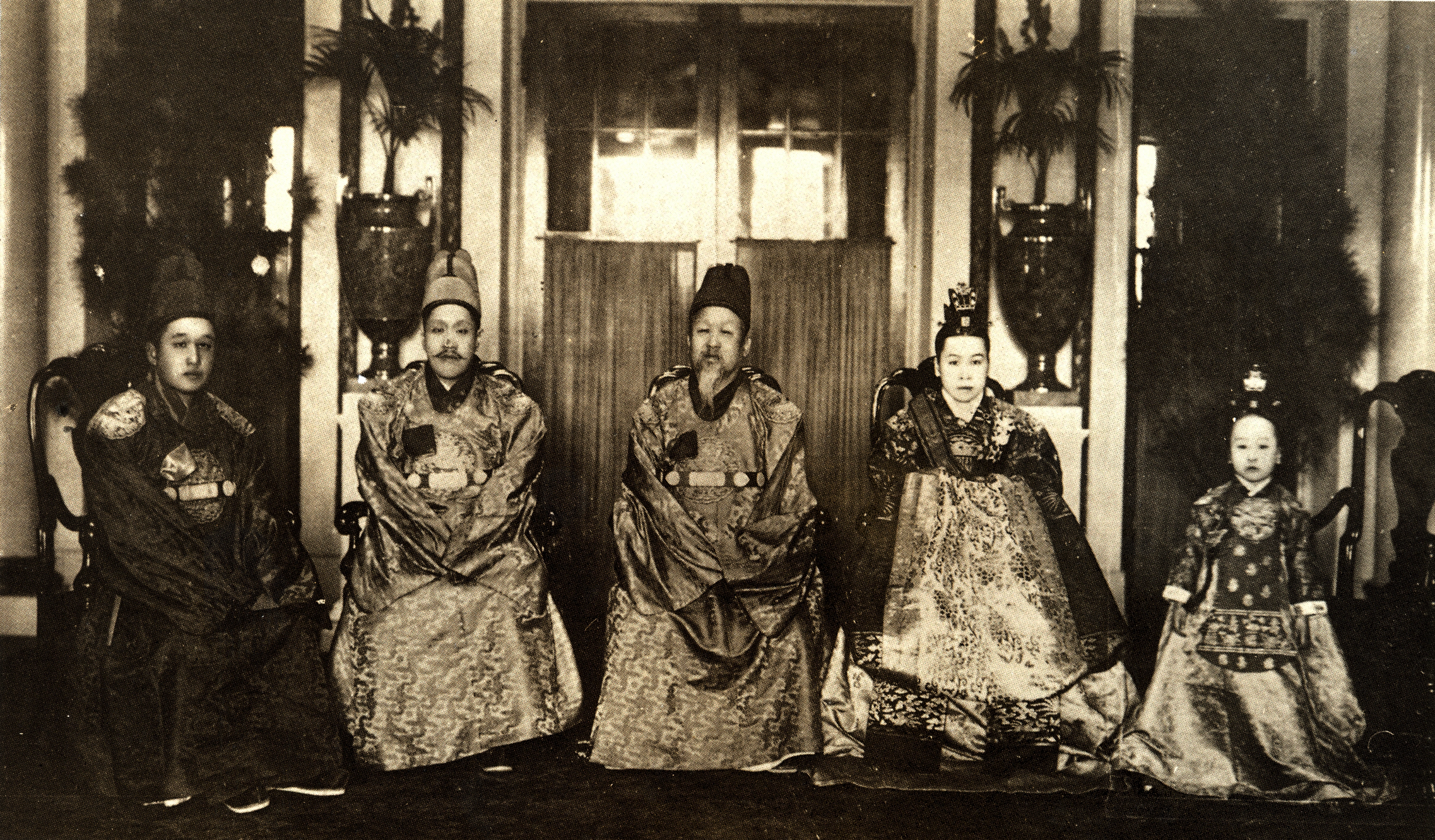
고종의 가족 사진 (1917년 촬영)
----왼쪽부터 영친왕, 순종, 고종, 순정효황후, 덕혜옹주.

## 가족 관계
| 조선 제26대 국왕 대한제국의 초대 황제 | 고종 태황제 高宗 太皇帝 | 출생 | 1852년 9월 8일 조선 한성부 운현궁 사저                 |
| 조선 제26대 국왕 대한제국의 초대 황제 | 고종 태황제 高宗 太皇帝 | 사망 | 1919년 1월 21일 (66세) 일제강점기 경성부 덕수궁 함녕전 |

|      |                                 | 본관 | 생몰년          | 부모                                                                | 비고                                                                                  |
| ---- | ------------------------------- | ---- | --------------- | ------------------------------------------------------------------- | ------------------------------------------------------------------------------------- |
| 법부 | 문조 익황제 文祖 翼皇帝         | 전주 | 1809년 - 1830년 | 순조 숙황제 純祖 肅皇帝 순원숙황후 김씨 純元肅皇后 金氏             | 조선의 추존 국왕 대한제국의 추존 황제                                                 |
| 법모 | 신정익황후 조씨 神貞翼皇后 趙氏 | 풍양 | 1808년 - 1890년 | 풍은부원군 조만영 豊恩府院君 趙萬永 덕안부부인 송씨 德安府夫人 宋氏 | 효유왕대비 孝裕王大妃 효유대왕대비 孝裕大王大妃 조선의 추존 왕비 대한제국의 추존 황후 |
| 부   |                                 | 전주 | 1820년 - 1898년 | 남연군 南延君 군부인 민씨 驪興 閔氏                                 | 흥선대원군                                                                            |
| 부   | 헌의대원왕 獻懿大院王           | 전주 | 1820년 - 1898년 | 남연군 南延君 군부인 민씨 驪興 閔氏                                 | 흥선대원군                                                                            |
| 모   | 순목대원비 민씨 純穆大院妃 閔氏 | 여흥 | 1818년 - 1898년 | 민치구 閔致久 전주 이씨 全州                                        | 여흥부대부인 驪興府大夫人                                                             |

|      | 시호                            | 이름      | 본관 | 출생                             | 사망                            | 부모                                                             | 비고                                                |
| ---- | ------------------------------- | --------- | ---- | -------------------------------- | ------------------------------- | ---------------------------------------------------------------- | --------------------------------------------------- |
| 황후 | 명성태황후 민씨 明成太皇后 閔氏 | 자영 玆暎 | 여흥 | 1851년 11월 17일 (음력 9월 25일) | 1895년 10월 8일 (음력 8월 20일) | 여성부원군 민치록 驪城府院君 閔致 한창부부인이씨 韓昌府夫人 李氏 | - 을미사변으로 암살 - 광무 원년(1897년) 황후로 책봉 |

| 작호   | 작호                              | 이름      | 본관 | 출생            | 사망             | 부모                              | 비고            |
| ------ | --------------------------------- | --------- | ---- | --------------- | ---------------- | --------------------------------- | --------------- |
| 황귀비 |                                   | 선영 善英 | 영월 | 1854년 2월 2일  | 1911년 7월 20일  | 엄진삼 嚴眞三 밀양 박씨 密陽 朴氏 | 영친왕의 생모   |
| 황귀비 | 황귀비 엄씨 純獻皇貴妃 嚴氏       | 선영 善英 | 영월 | 1854년 2월 2일  | 1911년 7월 20일  | 엄진삼 嚴眞三 밀양 박씨 密陽 朴氏 | 영친왕의 생모   |
| 귀인   | 영보당 귀인 이씨 永寶堂 貴人 李氏 | 순아 順娥 | 미상 | 1849년          | 1928년 12월 17일 | 미상                              | 완화군의 생모   |
| 귀인   | 귀인 장씨 貴人 張氏               | 미상      | 덕수 | 미상            | 1887년 10월 14일 | 장좌근 張左根 전주 이씨 全州 李氏 | 의친왕의 생모   |
| 귀인   | 내안당 귀인 이씨 內安堂 貴人 李氏 | 미상      | 미상 | 1847년          | 1914년 2월 13일  | 미상                              |                 |
| 귀인   | 보현당 귀인 정씨 寶賢堂 貴人 鄭氏 | 미상      | 해주 | 1882년 2월 23일 | 1943년           | 정방지거 미상                     |                 |
| 귀인   |                                   | 춘기 春基 | 충주 | 1882년 9월 27일 | 1929년 5월 30일  | 양언환 梁彦煥 미상                | 덕혜옹주의 생모 |
| 귀인   | 복녕당 귀인 양씨 福寧堂 貴人 梁氏 | 춘기 春基 | 충주 | 1882년 9월 27일 | 1929년 5월 30일  | 양언환 梁彦煥 미상                | 덕혜옹주의 생모 |
| 귀인   | 광화당 귀인 이씨 光華堂 貴人 李氏 | 완덕 完德 |      | 1885년          | 1967년 11월 10일 | 미상                              |                 |
| 상궁   | 삼축당 김씨 三祝堂 金氏           | 옥기 玉基 | 안동 | 1890년          | 1970년 9월 23일  | 김순옥 金順玉 미상                |                 |
| 상궁   | 정화당 김씨 貞和堂 金氏           | 미상      | 광산 | 생년 미상       | 몰년 미상        | 김승현 金勝鉉 미상                |                 |

| 작호 | 작호                                | 이름  | 출생                           | 사망            | 생모             | 배우자                                  | 기타                     |
| ---- | ----------------------------------- | ----- | ------------------------------ | --------------- | ---------------- | --------------------------------------- | ------------------------ |
| 1    | 완친왕 完親王 완화군 完和君         | 선 墡 | 1868년 5월 31일                | 1880년 1월 12일 | 영보당 귀인 이씨 |                                         |                          |
| 2    | 원자 元子                           | 최    | 1871년 11월 4일                | 1871년 11월 8일 | 명성황후 민씨    |                                         | 쇄항증으로 사망          |
| 3    |                                     | 척 坧 | 1874년 3월 25일 (음력 2월 8일) | 1926년 4월 25일 | 명성황후 민씨    | 순명효황후 민씨 純明孝皇后 閔氏         | 대한제국의 마지막 황제   |
| 3    |                                     | 척 坧 | 1874년 3월 25일 (음력 2월 8일) | 1926년 4월 25일 | 명성황후 민씨    |                                         | 대한제국의 마지막 황제   |
| 3    | 순종 효황제 純宗 孝皇帝             | 척 坧 | 1874년 3월 25일 (음력 2월 8일) | 1926년 4월 25일 | 명성황후 민씨    | 순정효황후 윤씨 純貞孝皇后 尹氏         | 대한제국의 마지막 황제   |
| 4    | ▨▨대군 ▨▨大君                       | 표    | 1875년 4월 5일                 | 1875년 4월 18일 | 명성황후 민씨    |                                         |                          |
| 5    |                                     | 강 堈 | 1877년 3월 30일                | 1955년 8월 16일 | 귀인 장씨        |                                         |                          |
| 5    | 의친왕 義親王 의화군 義和君         | 강 堈 | 1877년 3월 30일                | 1955년 8월 16일 | 귀인 장씨        | 의친왕비 김씨 義親王妃 金氏             |                          |
| 6    | ▨▨대군 ▨▨大君                       | 부    | 1878년 2월 18일                | 1878년 6월 5일  | 명성황후 민씨    |                                         |                          |
| 7    |                                     | 은 垠 | 1897년 10월 20일               | 1970년 5월 1일  | 순헌황귀비 엄씨  |                                         | 대한제국의 마지막 황태자 |
| 7    | 의민황태자 懿愍皇太子 영친왕 英親王 | 은 垠 | 1897년 10월 20일               | 1970년 5월 1일  | 순헌황귀비 엄씨  | 의민황태자비 이방자 懿愍皇太子妃 李方子 | 대한제국의 마지막 황태자 |
| 8    |                                     | 육 堉 | 1914년 7월 3일                 | 1916년 1월 22일 | 광화당 귀인 이씨 |                                         |                          |
| 8    | ▨▨군 ▨▨君                           | 육 堉 | 1914년 7월 3일                 | 1916년 1월 22일 | 광화당 귀인 이씨 |                                         |                          |
| 9    |                                     | 우 堣 | 1915년 8월 20일                | 1916년 7월 25일 | 보현당 귀인 정씨 |                                         |                          |
| 9    | ▨▨군 ▨▨君                           | 우 堣 | 1915년 8월 20일                | 1916년 7월 25일 | 보현당 귀인 정씨 |                                         |                          |

| 작호 | 작호              | 이름      | 출생            | 사망            | 생모             | 배우자             | 비고 |
| ---- | ----------------- | --------- | --------------- | --------------- | ---------------- | ------------------ | ---- |
| 1    | ▨▨옹주 ▨▨翁主     |           | 1871년          | 1872년          | 영보당 귀인 이씨 |                    |      |
| 2    | ▨▨공주 ▨▨公主     |           | 1873년 2월 3일  | 1873년 9월 28일 | 명성황후 민씨    |                    |      |
| 3    | ▨▨옹주 ▨▨翁主     |           | 미상            | 미상            | 내안당 귀인 이씨 |                    |      |
| 4    |                   | 덕혜 德惠 | 1912년 5월 25일 | 1989년 4월 21일 | 복녕당 귀인 양씨 |                    |      |
| 4    | 덕혜옹주 德惠翁主 | 덕혜 德惠 | 1912년 5월 25일 | 1989년 4월 21일 | 복녕당 귀인 양씨 | 소 다케유키 宗武志 |      |

### 왕녀 이문용 관련
이문용(李文鎔)은 스스로를 고종과 상궁 염씨 사이에서 태어난 왕녀라고 주장한 인물로, 이에 관해서는 검증된 바가 없으며 관련 기록도 전무하다. 소설가 유주현이 이문용을 고종의 딸로 묘사한 장편소설 《황녀》를 발표하고, 1974년 같은 제목의 MBC 일일드라마가 방영되면서 황녀 여부에 대한 진위 논란이 일었다. 드라마 때문에 황녀로 알려지자 1975년부터 전주 경기전 내 조경묘 수직사에서 기거하다가 1987년 3월 28일에 사망하였다. 황실 구성원들과 전주이씨대동종약원은 왕실 족보 《선원계보기략》과 《승정원일기》에서조차 기록이 없는 이문용을 고종의 친딸이 아니라고 부정하였고, 당시까지 생존하여 있던 상궁도 이문용의 존재를 부정하였다.

## 평가

### 긍정적인 평가

#### 외국인들의 개인적인 견해
고종 황제를 직접 만나본 외국인들은 대체로 고종의 해박한 지식과 과감한 정치 감각에 호의를 보였다.
마르티나 도이힐러(Martina Deuchler)는 “고종이 주변에서 벌어지는 사건들에 대해 수동적으로 대처한 것이 아니라 당시의 극심한 정치문제를 해결하기 위해 진지한 노력을 기울여 왔다.”라고 긍정적으로 평가하였다. 이는 고종이 민비 일가에게 끌려 다녔다는 그간의 평가와는 대조를 이룬다.
스워터트는 미국인 데니(O. Denny) 가 남긴 평가, 즉 “고종은 위대한 국가의 지배자다운 강건, 낙관 및 인내를 보였다.”라는 평가를 지지하면서, 위 해링턴 연구의 잘못을 지적하였다. 데니는 본래 이홍장이 자신의 조선 속방화 정책을 조력해 주기를 기대하면서 조선 정부에 추천했던 사람이다. 그러나 고종의 고문이 된 데니는 자신의 나라를 독립국으로 보존하려는 개군주의 노력에 감동하여 오히려 청나라에 대해 조선을 변호하는 일을 업무로 삼아 최선을 다했다. 이러한 그의 특별한 이력은 조선의 평가 자체에 대해 신뢰성을 더해 준다. 그리고 고종이 고빙한 서양인 고문중 한 사람이자 개신교 선교사였던 헐버트(Homer Hulbert)는 고종에 대한 부정적 평가를 강하게 부정하였다. 그는 황제가 “유약하다고 주장하는 사람의 견해는 틀렸다.”면서 고종이 주권 수호에 대한 확고한 의지 아래 사생결단의 조치를 단행했던 것들을 열거하였다.
또한 1895년에 한성신문 기자로서 을미사변에 직접 가해자로 참여하기도 했던 기쿠치 겐조(菊池謙讓)가 쓴 《근대조선사》 상·하(1936년, 1939년, 鷄鳴社, 京城)에서 상당히 다른 의견을 보이고 있다. 기쿠치는 《근대조선사》를 쓰기에 앞서 조선사편수회에서 편찬한 《고종태황제실록》의 편찬위원으로 활동하면서 많은 자료를 모으게 된다. 그의 논조는 대체로 《코리아 레퍼지터리》와 유사하여, 고종이 암군이 아닌 명군이었으며, 단지 열강에 포위되어 내정보다는 외교에 힘쓰다가 국세를 끝내 세우지 못한 불운한 군주라고 묘사하였다. 또한 기쿠치는 다른 일본 학자가 거론하지 않은 평양 이궁 조영(造營)에 대해서 다루고 있으며, 그러한 고종의 치적을 제정 러시아와 일본의 사이가 나빠짐에 대비한 시책이라고 평가하였다. 1903년 8월 15일 고종 황제가 러시아 황제에게 친서를 보내어 동맹을 요청하였는데, 그 친서에는 일본이 황성을 침탈하게 됨을 고종이 이미 예측하였음이 밝혀져 있고, 이러한 동맹 요청을 평양 이궁 조영의 연장으로 보았다. 그밖에도 고종 시기에 설치된 각종 근대적 기구나 받아들여진 서양 문물을 개화파나 독립협회의 치적으로 보지 않고 고종의 업적으로 평가하였으며, 오히려 일본에 합병됨으로써 결실을 보지 못하고 산멸했다고 보았다.

#### 코리언 레퍼지터리 잡지의 견해
고종에 대한 서양인의 평가는 1896년 10월에 간행된 《코리언 레퍼지터리》 3권 11책에 실린 〈한국의 국왕 폐하〉(His Majesty, The King of Korea)의 글이 가장 자세하다. 그 글에서 아관파천을 단행하여 일본으로부터 벗어난 뒤, 대한제국으로의 새로운 출범을 내다보면서 개혁을 단행하기 시작한 시점에서 그것도 서양인들(코리언 레퍼지터리 잡지의 편집자들)의 시점에 따라 씌었기 때문에 객관성이 인정된다. 그들이 특별히 한국의 국왕에게 아첨을 떨 이유가 없기 때문이다.
이 글에서 고종의 교육 수준에 대해 폐하는 한문과 한글에 숙달하여 있다고 하였고, 국왕 자신이 자기 나라의 역사에 대해 나라 안의 어느 누구보다도 더 많이 알고 있으며, 신하들이 잘 모르고 있는 전통 등에 대해 국왕에게 물으며 그가 답해 주기도 한다고 적혀 있다. 국왕의 집무에 대해서도 매우 부지런하며, 누구보다도 더 많은 일을 해낸다고 평을 하였다. 정치적 성향에 대해서도 호평하여, 진보적이며 또한 다른 동양 나라와는 달리 서양에 대해 적대적인 생각에 젖어 있지 않으며, 교육적인 일에 아주 관심이 많으며, 그리고 최근 수년 안에 이런 진보적 방향에서 물질적인 진보들이 이루어졌다고 밝히고 있다. 종교 면에서는 (로마 가톨릭교회를 탄압했던) 대원군 집권 때와는 달리 관용으로 일관하였다. 국왕의 성격에 대해서는 친절하고 상냥하며 자비롭다고 말하면서 기자는 진실로 그의 나라의 복지와 진보를 열망하고 있다고 적었다.

### 부정적인 평가

#### 정치적 능력
1883년 조선에 진주한 위안 스카이는 고종을 '혼군'이라 칭하면서 폐위를 주장하고 나선다. 조선 정부관료 스무명을 일거에 자신의 측근으로 갈아치웠다.
미국의 언론인 데넷 타일러(Dennett Tyler)의 견해는 부정적이다. 그는 1905년 황제와 조정 관료의 을사조약 무효화 운동 때 11월 25일자로 시어도어 루스벨트 미국 대통령이 루트(Root) 국무장관에게 보낸 서신과 12월 19일 루트가 민영찬 공사에게 보낸 회신 등을 근거로, 루스벨트나 루스는 “한 점 잘못 없이” 객관적 사실에 의거하여 합당한 외교 조치를 취하였다고 평가하면서, 잘못은 오히려 고종 측에 있다고 단정하였다. 심지어 “대한제국이 당시 미국의 대통령이던 루스벨트에게 배신당한 것이 아니라 자신의 황제에 의해 배신당했다.”라고 극언하였다. 그의 견해는 고종의 인물평이라기보다 업무 능력에 대한 평가이지만, 1920년대에 제기되어 그 이후의 부정적 견해 형성에 상당한 영향을 끼쳤다.
즉위 초반에는 아버지인 흥선대원군에 의해, 즉위 중반에는 명성황후와 민씨 일족에 의해 국정이 좌지우지되는 것과 즉위 후반에는 명성황후가 일본 제국과 러시아 제국을 끌어들이는 것을 막지 못한 것이 비판의 대상이 되기도 한다.
한때 그의 신하였던 윤치호는 '용모가 상당히 출중했다.'라는 평을 내렸다. 그러나 윤치호는 그를 '개인적으로는 상당히 매력적이지만 공인으로서는 신망을 얻지 못한 점에서 영국의 찰스 1세와 유사하다.'고 평가했다. 윤치호는 자신의 윤치호 일기에서 조선은 유교 국가인데 그런 나라의 임금이면서도 고종은 아버지 흥선대원군의 임종은커녕 장례식에도 참석하지 않았다며, 유교적 기준에 의하면 고종은 패륜을 저지른 왕이라며 조롱하기도 했다.
또한 권력의 부패는 민중의 저항을 야기했다. 1882년 임오군란으로 명성황후는 죽을 위기를 넘겨 장호원으로 피신하게 되고 대원군이 다시 집권하게 되었다. 대원군 덕분에 권력을 행사하기 어렵게 된 고종이나 명성황후의 입장에서는 이 현상을 타개할 묘안을 찾아야 했고, 명성황후는 은밀한 서한을 고종에게 보냈다. 청나라 군대의 파병 요청이 그것이었다. 남의 나라 군대를 빌려 국내의 권력다툼을 해결하고자 했던 장본인이 바로 이 고종과 명성황후였고, 그 뒤 외세가 툭하면 군사력을 동원해 우리를 협박한 빌미를 제공한 것도 이들이었다.
청나라 군대 때문에 다시 권력을 되찾게 된 고종과 민씨 척족들이 한동안 친일적이던 외교정책을 친청으로 바꿀 것은 당연했다. 갑신정변 실패 뒤 청국은 원세개를 보내 조선을 속국처럼 다루었다. 아무리 고종이 청나라에 기대 권력을 유지하는 처지지만 청에 불만이 있을 수밖에 없었다. 그래서 러시아나 미국을 끌어들여 청을 견제하려 했으나 그 또한 쉽지 않았다. 이 과정에서 고종은 나름대로 자주적 외교정책을 내세웠다는 평가가 가능할 정도로 청의 지배에서 벗어나려는 노력을 시도했다. 그런데 이 자주적 외교정책은 국권의 확보를 위한 동기에서 나온 것이라기보다 조선에서 고종 자신보다 더한 권력을 휘두르는 청과 감국으로 파견된 원세개에 대한 반발이 더 컸던 것으로 보인다. 왕권에 대한 외세의 침해가 일차적 원인이었던 것이다. 그것은 농민전쟁에 대응하는 고종의 태도에서도 확인된다.
“청나라 병사로 막아내자.”

#### 암약설
윤치호가 판단하기에 다른 사람들도 황제를 혐오하기는 마찬가지였다. 즉, 윤치호는 사람들은 황제를 “너무나 증오해서 그를 망신 주는 일이라면 무엇이든 환영하는 것 같다. 그가 왕좌에서 물러나는 것만이 사람들의 혐오감이나 정의감을 만족시킬 것 같다.”고 보았다.
해링턴(Harrington)은 한국 최초의 외국인 어의이자 미국 개신교회 선교사였던 호러스 뉴턴 알렌이 톨레도에서 쓴 1903년 10월 14일자 일기를 근거로 삼아 고종을 “유약한” 사람이라고 보았다. 하지만 해링턴의 의견은 1903년 10월 14일자 일기 내용은 그저 알렌에게 해가 되는 일을 하지 않으리라는 내용이었을 뿐, 모든 분야에서 유약하다는 내용은 전혀 없었다는 데에서 정확하지 않다는 비판을 받는다. 또한 알렌이 고종에 대해 쓴 다른 날짜의 일기, 예를 들면 1885년 2월 3일(화요일)(1884년 음력 12월 19일)자 일기에서도 “대단히 진보적인 조치”(This is a very advanced step)라고 하거나, 1886년 양력 9월 11일(토요일)자 일기에서 “국왕은 어리석은 바보가 아니다.”(The King is no fool)라고 하였지만 해링턴은 전혀 밝히지 않고 있다.
영국의 지리학자인 이사벨라 버드 비숍은 개신교 선교사 언더우드 부인의 주선으로 경복궁에서 고종 황제를 알현하는 모습을 기록하면서, “조선의 왕은 온화한 성품으로 유명하며, 성실하고 유능한 군주이지만 너무 착한 사람이다. 그에게 강인한 성격이 있었다면 훌륭한 통치자가 될 수 있었을 것이다.”라고 하였다.《코리언 레퍼지터리》에 실린 〈한국의 국왕 폐하〉는 현존하는 고종에 대한 외국인의 평가 가운데 가장 자세하면서도 가장 호의적이지만, 비숍의 평가 자체는 부정적이지 않지만, 일본에서 고종이 암울하고 유약한 군주였다는 소위 “고종 암약설”의 근거로 쓰이기도 한다.

#### 독립운동 불참과 일본 황적 편입 비판
1905년 을사조약이 체결되고 1910년 한일 병합 조약가 단행되었으나 그는 일본에 적극 저항하지 않았고, 망국에 대한 책임을 지지 않았다. 그리고 한일 병합 뒤에는 일본 황실의 황적에 편입 즉, 이왕가를 창설하는 것을 스스로 받아들였고, 일본으로부터 이태왕이라는 직책과 일본 제국 메이지 천황이 주는 은사금까지 수령했다.

#### 국고 탕진에 대한 비판
유학자 황현은 고종과 명성황후가 국고를 탕진했다는 점을 수시로 비판했다. 그리고 황현 자신의 저서 매천야록의 곳곳에서도 이를 언급하였다. 고종과 민비는 원자가 태어나자 궁중에서는 원자의 무병장수를 기원한다는 핑계로 팔도강산에 두루 돌아다니며 제사를 지냈다. 이렇게 탕진하는 하루 비용이 천금이나 되어 내수사가 소장한 것으로는 비용 지출을 감당할 수가 없었다고 밝혔다. 마침내 호조나 선혜청에서 소장한 공금을 빌려서 사용했지만 그것이 위반이라고 말하는 사람도 전혀 없었다. 1년이 채 못돼 대원군이 비축해 놓은 재물을 모두 탕진했다. 그래서 매관매직이나 매과(돈을 주고 과거 합격증을 파는 일)까지 기승을 부렸다고 한다.또한, 세종때 중국에 조공받치기 꺼려하여 폐쇄시킨 금광중(조선시대 광산은 세종이후 300년 동안 묻혀있었음) 세계 최고의 순도를 자랑하고 매장되어 있는 평안도 운산금광을 미국출신 왕실어의인 알렌(제중원 설립자)에게 팔아버린(금광에서 나온 금지분인 25%를 국고에도 반납 시키지 않고 자기 궁궐예산으로 전용하는 계약을 맺음, 차후 흥청망청 사용하다 궁궐예산이 바닥나자 일시불로 12,500달러를 받고 40년간 미국기업에 위임시킨 결과를 초래하였는데 실제 이 미국기업은 일제시대에도 1939년까지 채광을 하였다고 기록되어 있음)천하의 어리석은 매국노 행위를 하였음.(영화를 보면 고종이나 민비를 사실에 기초하지 않고 너무나도 감성에 치우친 미화가 많음)이때, 운산금광을 왕실이 직접 관리하면서 알렌을 통해 미국과 조약을 굳건하게 하여 미국식 선진문물을 배우고 법을 제정하고 정부제도와 펀제를 혁신하고 군대를 신식군대로 양성하고 전국과 지방도로를 넓히고 화페개혁과 경제를 민간에게 자율적으로 상업화시키는 부국강병을 단행했으면 일본에 지배당하는 역사도 없었음) 이때문에 오로지 자기신변과 왕권강화에만 목적이 있는 참으로 어리석고 시대를 거스리고 역행한 군주와 민비를 둔 조선의 운명이었다고 볼 수 있음

#### 매관매직
황현의 매천야록의 기록에 따르면  
민영환은 고종의 총애를 받는 신하였다. 그가 외숙 서상욱에게 군수 자리를 하나 달라고 여러 번 고종에게 아뢰었다. 고종은 “너의 외숙이 아직까지 고을살이 하나 하지 못했단 말이냐?”면서 곧 벼슬을 내릴 것처럼 이야기했다. 하지만 벼슬이 내려오지 않자, 민영환이 다시 임금에게 청했다. 임금은 광양군수 자리를 서상욱에게 하사했다. 민영환이 집에 돌아와 “오늘 임금이 외숙에게 군수 자리를 허락하셨으니, 천은이 감격스럽다”고 했다. 그의 어머니가 실소하면서 “네가 이처럼 어리석고도 척리(戚里)란 말이냐? 임금이 한 자리도 은택으로 제수한 적이 있더냐? 어찌하여 너에게만 특별히 은덕이 미친단 말이냐? 내가 이미 5만냥을 바쳤단다”라고 말했다. 매천 황현은 “관찰사 자리는 10만냥~20만냥이었고, 일등 수령자리는 적어도 5만 냥 이하를 내려가지 않았다.”면서 “부임하면 빚을 갚을 도리가 없어 다투어 공전(公錢)을 낚아내어 상환하였다”고 했다.
고종은 이렇게 매관매직을 하거나 원납전을 거두는 등의 방법으로 개인 비자금인 내탕금을 형성하였다. 이렇게 마련된 황제의 비자금은 본래 자금을 관리하는 탁지부의 예산보다 훨씬 비대해졌지만, 정상적인 방법으로 국가 재정을 마련하는 징세 제도는 광무개혁 이후에도 전혀 정비되지 않아 세수는 늘 부족하였다. 관직을 산 지방 관리나 수령, 이서배 등은 백성을 착취하여 사적으로 축재하고 정부에 납부할 세수를 중간에서 횡령하면서 재정 부족에도 일조하였다. 공명첩 제도와 달리 고종은 실직을 매관매직 했다는게 문제였다. 부정부패 또한 이전보다 더 심해졌다는 비판이 존재한다.
다만, 황현의 매천야록은 저잣거리의 풍문 등 근거가 확실치 않은 내용도 기록한 책이라는 사실을 감안해야 한다.

## 연표
- 1852년 9월 8일 : 한성부 안국방 운현궁 사저에서 흥선군 이하응과 부인 여흥 민씨의 둘째 아들로 태어남.
- 1863년 (12세) : 음력 12월, 익종의 양자로 입적되어 제26대 국왕으로 즉위.
- 1865년 (14세) : 경복궁 중건을 시작함(~1868년).
- 1866년 (15세) : 민치록의 딸과 혼인(명성황후). 병인박해, 제너럴 셔먼호 사건, 병인양요가 발생.
- 1868년 (17세) : 독일 상인 오페르트가 고종의 조부인 남연군의 묘를 도굴하려다 미수에 그침. (남연군묘 도굴 미수 사건)
- 1871년 (20세) : 제너럴 셔먼호 사건을 구실로 미군이 강화도를 침범. (신미양요)
- 1873년 (22세) : 흥선대원군이 실각되고 친정을 시작.
- 1875년 (24세) : 일본 운요호가 강화도를 공격. (운요호 사건)
- 1876년 (25세) : 일본과 강화도 조약 체결. 부산, 원산, 인천이 차례로 개항됨. 부산항 개항. 일본에 1차 수신사를 파견.
- 1880년 (29세) : 개혁기구로 통리기무아문 설치. 원산 개항. 일본에 2차 수신사를 파견.
- 1881년 (30세) : 신식군대인 별기군 창설
- 1882년 (31세) : 4월, 조미수호통상조약 체결. 6월, 임오군란 발생. 7월, 제물포 조약 체결. 8월, 조청상민수륙무역장정 체결.
- 1883년 (32세) : 인천항 개항. 박문국과 전환국, 기기창을 설립. 최초의 사립학교인 원산학사 설립.
- 1884년 (33세) : 갑신정변 발발.
- 1885년 (34세) : 영국이 거문도를 불법으로 점령함(~1887년).
- 1886년 (35세) : 노비의 신분 세습을 폐지. 최초의 공립학교인 육영공원이 설립되고 이화학당 설립. 천주교의 포교를 허용.
- 1887년 (36세) : 경복궁 내에 전등이 설치됨.
- 1889년 (38세) : 방곡령 사건이 일어남.
- 1894년 (43세) : 동학농민운동, 청일전쟁, 일본군의 경복궁 점령, 갑오개혁 등의 사건이 발생.
- 1895년 (44세) : 2월, 교육입국조서 발표, 9월, 제3차 김홍집 내각 수립. 10월 8일, 명성황후 암살 사건 발생, 단발령에 반발하여 의병들이 봉기.
- 1896년 (45세) : 신변의 위협을 느끼고 러시아 공사관으로 도피. 친러내각이 수립. 전국의 행정구역을 23부에서 13도로 변경.
- 1897년 (46세) : 10월, 대한제국을 선포하고 연호를 광무(光武)로 제정.
- 1898년 (47세) : 어머니 여흥부대부인과 아버지 흥선대원군이 사망. 독립협회를 해산시킴. 전화가 개통됨.
- 1899년 (48세) : 대한국 국제 선포, 경인선이 개통.
- 1900년 (49세) : 울릉도, 독도를 울도군으로 승격.
- 1904년 (53세) : 2월, 러일전쟁 발발, 대외중립선언. 한일의정서 체결. 8월, 제1차 한일협약으로 고문정치 시작.
- 1905년 (54세) : 경부선 개통. 11월, 제2차 한일협약(을사늑약)으로 외교권 박탈. 을사의병이 일어남.
- 1907년 (56세) : 4월, 헤이그에 특사 파견. 7월 20일, 일본에 의해 강제 퇴위. 정미조약이 체결되고 군대가 해산됨.
- 1910년 (59세) : 8월 29일, 한일병합조약으로 국권 상실.
- 1919년 1월 21일 : 덕수궁 함녕전에서 사망.

## 연호
- 1896년 1월 1일부터는 태양력을 사용함.

| 고종      | 고종   | 고종   | 원년      | 2년    | 3년       | 4년    | 5년    | 6년    | 7년    | 8년    | 9년    | 10년   | 11년   | 12년   | 13년   | 14년   | 15년      |
| 고종      | 고종   | 고종   | 1864년    | 1865년 | 1866년    | 1867년 | 1868년 | 1869년 | 1870년 | 1871년 | 1872년 | 1873년 | 1874년 | 1875년 | 1876년 | 1877년 | 1878년    |
| 고종      | 고종   | 고종   | 갑자      | 을축   | 병인      | 정묘   | 무진   | 기사   | 경오   | 신미   | 임신   | 계유   | 갑술   | 을해   | 병자   | 정축   | 무인      |
| 고종      | 고종   | 고종   | 16년      | 17년   | 18년      | 19년   | 20년   | 21년   | 22년   | 23년   | 24년   | 25년   | 26년   | 27년   | 28년   | 29년   | 30년      |
| 고종      | 고종   | 고종   | 1879년    | 1880년 | 1881년    | 1882년 | 1883년 | 1884년 | 1885년 | 1886년 | 1887년 | 1888년 | 1889년 | 1890년 | 1891년 | 1892년 | 1893년    |
| 고종      | 고종   | 고종   | 기묘      | 경진   | 신사      | 임오   | 계미   | 갑신   | 을유   | 병술   | 정해   | 무자   | 기축   | 경인   | 신묘   | 임진   | 계사      |
| 개국 開國 | 503년  | 504년  | 건양 建陽 | 원년   | 광무 光武 | 원년   | 2년    | 3년    | 4년    | 5년    | 6년    | 7년    | 8년    | 9년    | 10년   | 11년   | 융희 隆熙 |
| 개국 開國 | 1894년 | 1895년 | 건양 建陽 | 1896년 | 광무 光武 | 1897년 | 1898년 | 1899년 | 1900년 | 1901년 | 1902년 | 1903년 | 1904년 | 1905년 | 1906년 | 1907년 | 융희 隆熙 |
| 개국 開國 | 갑오   | 을미   | 건양 建陽 | 병신   | 광무 光武 | 정유   | 무술   | 기해   | 경자   | 신축   | 임인   | 계묘   | 갑진   | 을사   | 병오   | 정미   | 융희 隆熙 |

## 관련 문화재
- 신축진연도병 - 1901년 7월 고종황제의 오순을 기념하여 거행된 진연을 그린 8폭의 병풍이다. 2010년 6월 17일 서울특별시의 유형문화재 제306호로 지정되었다
- 서울 고종 어극 40년 칭경기념비 - 1902년 세워진 고종 즉위 40년을 기념한 비석이다. 사적 171호이다.

## 고종이 등장한 작품

### 영화
- 김승호 - 1959년 《고종 황제와 의사 안중근》
- 남궁원 - 1964년 《청일전쟁과 여걸민비》
- 허선행 - 2004년 《도마 안중근》
- 김상중 - 2006년 《한반도》
- 김영민 - 2009년 《불꽃처럼 나비처럼》
- 조재현 - 2010년 《인플루언스》
- 박희순 - 2012년 《가비》
- 조용진, 함원진 - 2015년 《도리화가》
- 백윤식 - 2016년 《덕혜옹주》

### 드라마
- 《대원군》 MBC, 1972년, 배우: 송재호
- 《민비》 MBC, 1973년, 배우: 정욱
- 《대한국인》 KBS, 1979년, 배우: 송재호
- 《의친왕》 MBC, 1980년, 배우: 정욱
- 《이심의 비련기》 MBC, 1981년, 배우: 길용우
- 《풍운》 KBS, 1982년, 배우: 박칠용 (아역: 안정훈)
- 《제너럴 셔먼호》 MBC, 1982년, 배우: 황치훈
- 《신미양요》 MBC, 1982년, 배우: 길용우
- 《서재필》 MBC, 1982년, 배우: 길용우
- 《이용익》 MBC, 1982년, 배우: 정욱
- 《독립문》 KBS, 1984년, 배우: 박칠용
- 《조선총독부》 MBC, 1984년, 배우: 이호재
- 《임이여 임일레라》 KBS, 1986년, 배우: 박칠용
- 《초혼가》 KBS, 1986년, 배우: 박칠용
- 《이화》 KBS, 1987년, 배우: 남일우
- 《사로잡힌 영혼》 KBS, 1988년, 배우: 신구
- 《바람과 구름과 비》 KBS, 1989년~1990년, 배우: 선우재덕
- 《대원군》 MBC, 1990년, 배우: 김홍석
- 《왕조의 세월》 KBS, 1990년, 배우: 김세윤
- 《찬란한 여명》 KBS, 1995년~1996년, 배우: 조재현
- 《덕혜》 MBC, 1996년, 배우 : 이낙훈
- 《안중근》 SBS, 1996년, 배우: 박칠용
- 《명성황후》 KBS, 2001년~2002년, 배우: 이진우, 이인
- 《너희가 나라를 아느냐》 MBC, 2002년, 배우 : 현석
- 《제중원》 SBS, 2010년, 배우: 최종환
- 《자유인 이회영》 KBS, 2010년, 배우: 송용태
- 《닥터 진》 MBC, 2012년, 배우: 이형석
- 《조선총잡이》 KBS, 2014년, 배우: 이민우
- 《미스터 션샤인》 tvN, 2018년, 배우: 이승준 (아역: 강이석)
- 《녹두꽃》 SBS, 2019년, 배우: 이찬영
- 《바람과 구름과 비》 TV조선, 2020년, 배우: 박상훈

### 무용
- 국수호 - 1994년 무용극 명성황후
- 조성하 - 2007년 무용극 명성황후

### 연극
- 강신일 - 2010년 연극 나는 너다

### 뮤지컬
- 뮤지컬 2007년 《명성황후》 조승룡
- 가무극 2013년 《잃어버린 얼굴 1895》 서울예술단
- 뮤지컬 2016년 《한설에 핀 매화》 이대관
- 뮤지컬 2016년《곤 투모로우》

### 시사 교양
- 신비한 TV 서프라이즈 - 김민진

## 같이 보기
| - 대한제국 - 원구단 - 철종 - 익종 - 헌종 - 순조 - 헤이그 밀사 사건 - 조선왕조실록 - 조선 왕 가계도 - 고종 암약설 - 호머 헐버트(Homer Hulbert) - 을사 조약 - 칭제건원 - 명성황후 - 영보당 귀인 이씨 - 아관파천 - 민겸호 - 민태호 - 민승호 | - 귀인 장씨 - 흥선대원군 - 흥인군 - 이재면 - 윤치호 - 을미사변 - 갑오경장 - 을미경장 - 임오군란 - 갑신정변 - 김옥균 - 박영효 - 홍영식 | - 건양 - 갑신정변 - 파울 게오르크 폰 묄렌도르프 - 아파나시 세레딘사바틴 - 이완용 - 단발령 - 동학농민운동 - 운요호 사건 - 경술국치 - 민치구 - 이승만 - 김규식 |

## 참고 자료
- 《고종태황제실록》 보관됨 2016-01-01 - 웨이백 머신
- 《일성록》
- 《승정원일기》
- 《글로벌 세계대백과사전》,  〈개화정책과 그 반향〉
- 《고종시대의 재조명》 = 이태진 (2000년 8월 30일). 《고종시대의 재조명》 초 2쇄판. 서울: 태학사. ISBN 9788976265456.
- 《망언의 뿌리를 찾아서》 = 한계옥 (1998년 4월 10일). 《망언의 뿌리를 찾아서》. 조양욱 1 1쇄판. 서울: (주)자유포럼. ISBN 9788976265456.
- 《명성황후와 대한제국》 = 한영우 (2001년 10월 20일). 《명성황후와 대한제국》 초 1쇄판. 서울: 효형출판. ISBN 89-86361-57-4.